# Franc-maçonnerie bruxelloise au XVIIIe siècle

La franc-maçonnerie s'est établie à Bruxelles dès le XVIIIe siècle où elle s'est rapidement répandue parmi les élites urbaines.
Elle s'y est maintenue à travers les XIXe et XXe siècles de sorte qu’il n’est pas possible de parler d’histoire bruxelloise sans évoquer le rôle et l'influence qu'elle a exercé au sein de la société bruxelloise.
Ainsi, dans les domaines des beaux-arts, de l’architecture, de la science, et de la politique, l’on y découvre le nom de nombreux initiés, comme on peut le découvrir dans le livre Itinéraire de la franc-maçonnerie à Bruxelles.
Dans le domaine de la politique, les Bruxellois, depuis l'indépendance, ont ainsi presque exclusivement élu comme bourgmestres ou comme échevins des "Fils de la lumière", comme cela avait déjà commencé dans l’Ancien Régime où de nombreux membres des Lignages de Bruxelles faisaient déjà partie de la franche maçonnerie.
Nous pensons fournir ici un outil de recherche intéressant en donnant une liste des premiers francs-maçons bruxellois.

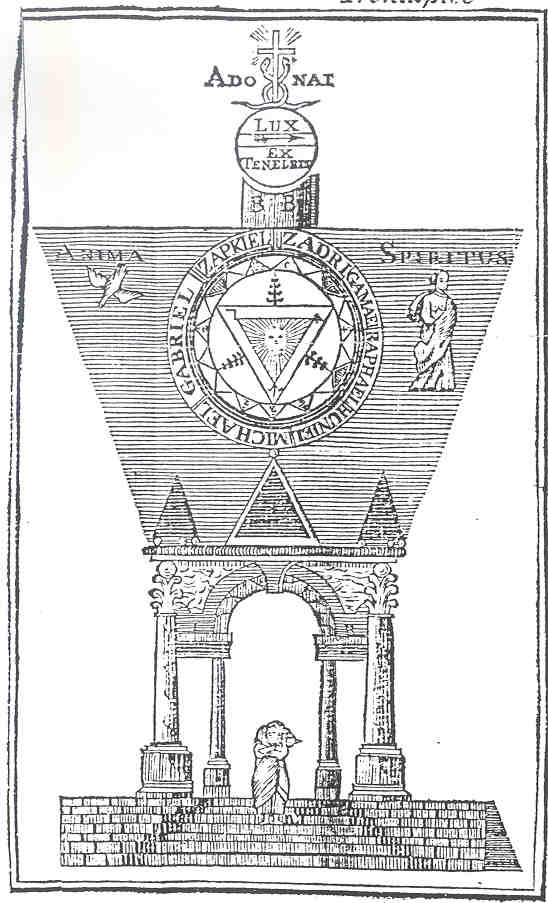
Anima Spiritus, gravure tirée de Les plus secrets mystères des hauts grades de la Maçonnerie dévoilés... à Jérusalem, 1778

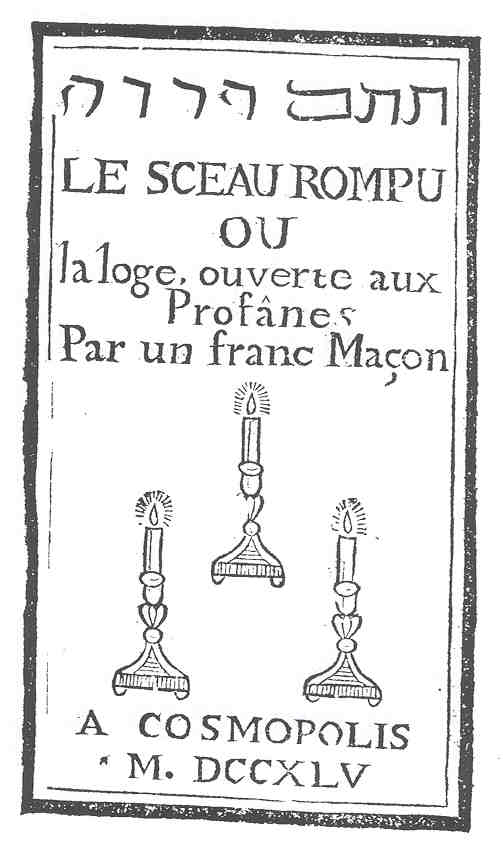
Le Sceau Rompu, 1745.

## Francs-maçons bruxellois auXVIIIesiècle

### Tableau général des maçons bruxellois auXVIIIesiècle
Liste établie principalement d’après :
- Paul Duchaine, La Fanc-maçonnerie belge au XVIIIe siècle, Bruxelles, 1911, et
- Adolphe Cordier, Histoire de l’ordre maçonnique en Belgique, Mons, 1854.

Parmi les membres de la maçonnerie bruxelloise, l’on relève le nom de beaucoup de membres de la noblesse et de la haute bourgeoisie bruxelloise. De nombreux maçons faisaient également partie des Lignages de Bruxelles, nous avons, dans ce cas, indiqué leur appartenance lignagère.

### Loges bruxelloises existant auXVIIIesiècle[2]
- Une loge à Bruxelles vers 1740.
- Égalité ou Équité appelée aussi Aequitas, 1743.
- Une loge non précisée en activité en 1743.
- La loge de Charles duc d'Ursel, vers 1750-1752.
- La loge dans la maison du marquis du Pont d'Oye, vers 1753.
- L’Union parfaite, 1754.
- L’Union, 1756-1757.
- La loge du lord Thomas Chambers Cecil, vers 1758.
- Loge Saint-Charles d'Hérédom, 1762-1780.
- La loge de Graye, 1769.
- La Parfaite Union, 1769-1774.
- L’Heureuse Rencontre, 1771-1787.
- L'Union, 1771-1790.
- La Parfaite Union, transférée en 1771 de l'ancienne Université de Louvain à Bruxelles où elle fonctionna jusqu'en 1779.
- La Caroline militaire, signalée de 1771 à 1773.
- La Vertu, signalée de 1771 à 1773.
- Le Lien des cœurs, 1771-1773.
- Les Vrais Amis de la justice, 1773-1778
- la loge du chapelier français Goix, 1773.
- L'Union des cœurs, 1782-1794.
- Les Vrais Amis de l’union, 1782-1794.
- La Constance de l’union ou la Constance (ou les Amis de l’union), 1783-1786.
- L'Union fraternelle, 1783-1786.
- La Constance éprouvée (20 mai 1770)
- La Parfaite Amitié (ou l’Amitié), 1772.

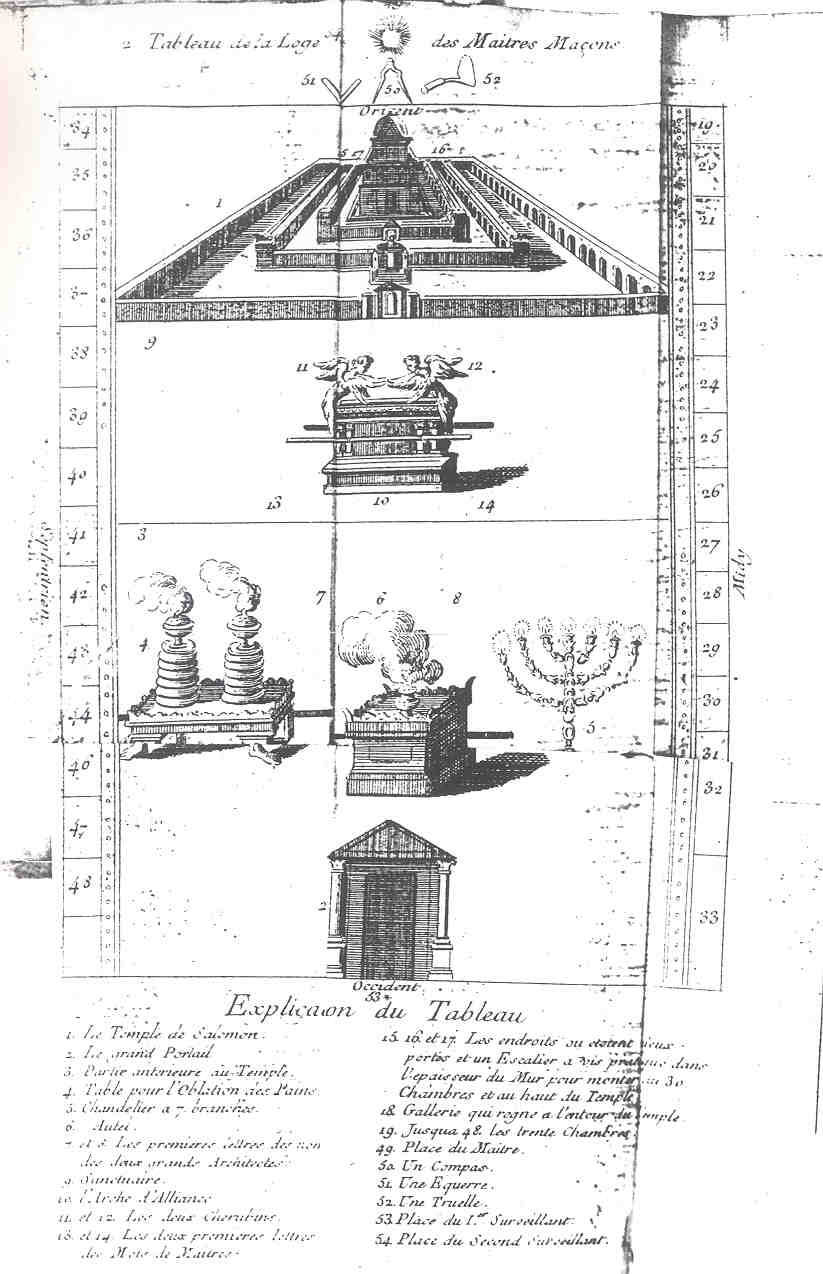
Tableau de maître, 1745.

Loges d'adoption (destinées aux femmes)
- La Parfaite Harmonie, 1782.
- À l’heureuse rencontre (Les Vrais Amis)
- Au chapitre de l’union, 1777.
- Aux vrais amis de l’union.
- Grande Loge de Saint-André d’Écosse, 1785.

Loge clandestine
- Au Pot d’étain, Grand Place.

### Index biographique général des membres[3]des Loges bruxelloises auXVIIIesiècle
- Haut – A
- B
- C
- D
- E
- F
- G
- H
- I
- J
- K
- L
- M
- N
- O
- P
- Q
- R
- S
- T
- U
- V
- W
- X
- Y
- Z

#### A
- Adhémar (le comte d’), ministre de France à Bruxelles. (membre agrégé selon le tableau de 1777) absent en 1786. (Tableau de 1786 : l’Heureuse Rencontre, seconde loge de Bruxelles, no 8)
- Aerts d’Immerseel J. H., trésorier de Consignation. (La Parfaite Amitié, première loge de Bruxelles, no 7, membre externe). Lignage : Jacques-Henri Aerts, admis en 1772, au lignage Serhuyghs.
- Aerts d’Immerseel, J. J. (tableau de 1772 : la Parfaite Amitié, première loge de Bruxelles, no 7).
- Aimez, L., négociant ; (l’Union Fraternelle, constituée le 12 septembre 1784)
- Aimez, T., négociant ; (l’Union Fraternelle, constituée le 12 septembre 1784)
- Alny (d’), négociant, « La Constance », ou « la Constance de l’Union », no 15, liste de Cordier.
- Angellis, (F. J. de), deuxième Surveillant. (Tableau de 1773 : l’Heureuse Rencontre, seconde loge de Bruxelles, no 8).
- Antwerpen (P. van), initié en 1769. (tableau de 1773 : l’Union, troisième loge de Bruxelles, no 9). Lignage : un Jean-Baptiste van Antwerpen est admis en 1770 au lignage Sweerts.
- Ardemmel (le marquis d’), maître des cérémonies, chambellan, lieutenant Stathouder de la Cour souveraine féodale du Brabant. (tableau de 1777) (l’Heureuse Rencontre, seconde loge de Bruxelles, no 8)

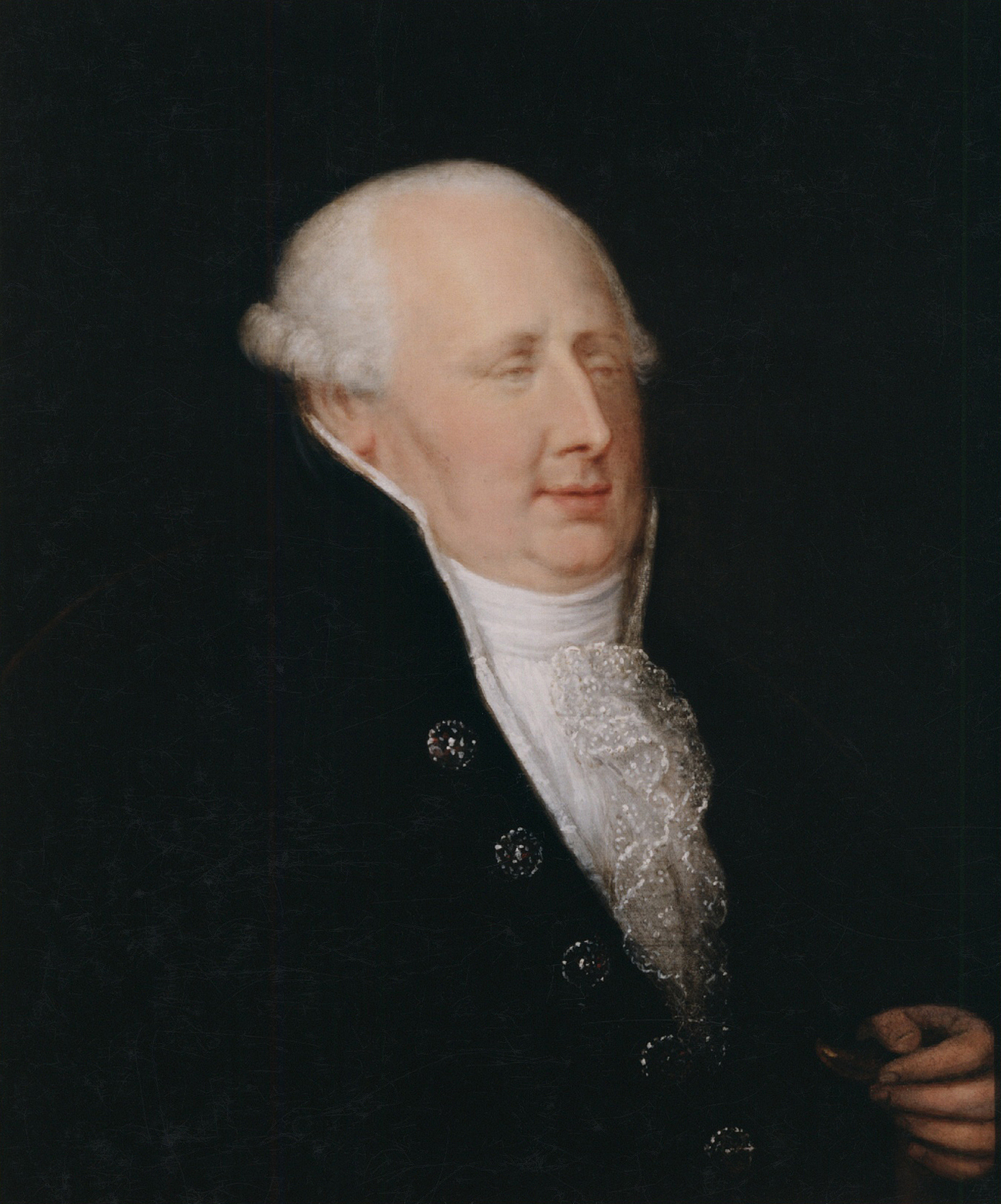
Louis Engelberg Marie Joseph Augustin, prince d'Arenberg (1750-1820), dit "le duc aveugle", figure au tableau de 1786 de l’Heureuse Rencontre.

- Arenberg (le duc), (tableau de 1786 : l’Heureuse Rencontre, seconde loge de Bruxelles, no 8). Louis Engelberg Marie Joseph Augustin, prince d'Arenberg (né à Bruxelles le 3 août 1750, mort à Bruxelles le 6 mars 1820), dit "le duc aveugle", joua également un rôle politique. Il est le 6e duc d'Arenberg.
- Arenberg (le prince aîné), lieutenant colonel au Régiment de Ligne, orateur adjoint. (tableau de 1777 : l’Heureuse Rencontre, seconde loge de Bruxelles, no 8).
- Arens (Guillaume), secrétaire de l’envoyé de Hollande, né à Bréda en 1746, vénérable maître ; (Les vrais amis de la Justice).
- Arents, négociant ; (« La Constance », ou « la Constance de l’Union », no 15 (liste de Cordier).
- Arnaud de Favantin (d’), écuyer, orateur. (tableau de 1783 : les Vrais Amis de l’Union, no 14).
- Assche (van), négociant. de la Parfaite Amitié à Bruxelles (tableau de 1786 : membre honoraire tableau de 1777 de l’Heureuse Rencontre, seconde loge de Bruxelles, no 8).
- Aubert, négociant, (tableau de 1783) (liste adressée à Joseph II le 6 mai 1786 : les Vrais Amis de l’Union, no 14).
- Aubremé (d’), négociant, (tableau de 1783 et tableau de 1786 : l’Union, troisième loge de Bruxelles, no 9).
- Aubremez (d’), négociant. (Autre tableau, l’Union Fraternelle, constituée le 12 septembre 1784). Un des fondateurs de la société secrète patriotique "Pro aris et focis".

#### B

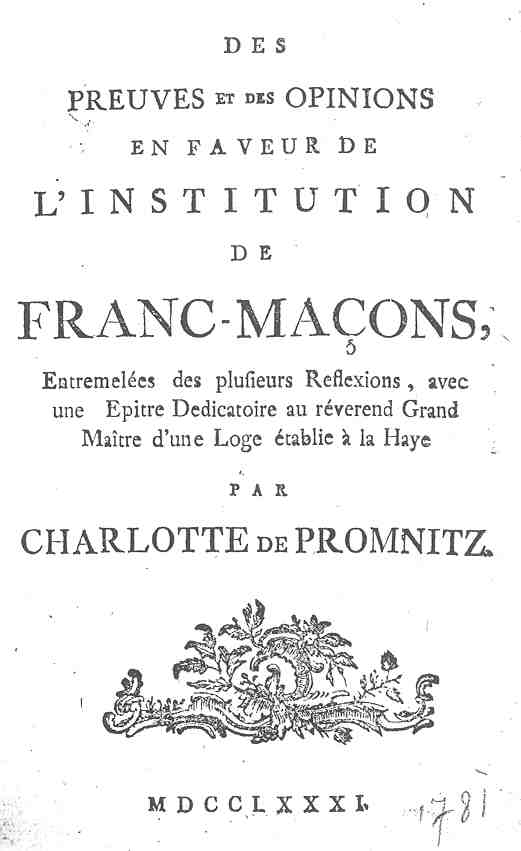
Preuve de l'institution des Franc-maçons par Charlotte de Promnitz, 1781

- Bacher, négociant. (tableau de 1786 : l’Heureuse Rencontre, seconde loge de Bruxelles, no 8).
- Bailly, capitaine au service d’Angleterre, colonel au Service de la Compagnie des Indes, (tableau de 1777) absent en 1786. (Tableau de 1786 : l’Heureuse Rencontre, seconde loge de Bruxelles, no 8).
- Bartsch, (Jean Joseph Thomas Daquin), né à Vienne en 1752, chancelier du ministre plénipotentiaire des Pays-Bas. (Les vrais amis de la Justice).
- Bartsch, employé à la Loterie, Vénérable. (L’Union Fraternelle, constituée le 12 septembre 1784).
- Baur, garde noble de S. M., Vénérable, Terrible Interne. (tableau de 1783 et liste adressée à Joseph II le 6 mai 1786 : les Vrais Amis de l’Union, no 14).
- Baur, secrétaire et greffier de la baronnie de Duffel. (tableau de 1783 : les Vrais Amis de l’Union, no 14).
- Bauwens, fabricant ; (« La Constance », ou « la Constance de l’Union », no 15, (liste de Cordier).
- Beaufort (le duc de). (Tableau de 1786 : l’Heureuse Rencontre, seconde loge de Bruxelles, no 8).
- Beck (de), gentilhomme, (tableau de 1783 : l’Union, troisième loge de Bruxelles, no 9).
- Beelen (de), auditeur de la Chambre des comptes. (Tableau de 1786 : l’Union, troisième loge de Bruxelles, no 9).
- Beelen-Bertholff (Maximilien Jean Albert Joseph de), (tableau de 1777 : l’Union, troisième loge de Bruxelles, no 9). Né à Bruxelles le 6 juillet 1738, décédé à Sankt-Pölten (Basse-Autriche) le 1er juin 1798 d'apoplexie[4].
- Beer (Tobie Joseph de), (tableau de 1783 et tableau de 1786 : l’Union, troisième loge de Bruxelles, no 9), greffier des Finances, né à Bruxelles le 14 septembre 1739, le 4 floréal de l'an IV (23 avril 1796), il est porté avec sa sœur sur la liste des émigrés. En mars 1798, il réside à Prague. Secrétaire Rose-Croix de l'Union en 1783. En 1777, il figurait au tableau de la Loge de Luxembourg. En 1779 il est éléémosynaire des Francs-Maçons réformés dits "Loyaux agronomes vrai-croians".(Voir: Claude Bruneel, op. cit., p. 95-96)
- Beerenbroeck, (tableau de 1786 : l’Union, troisième loge de Bruxelles, no 9).
- Berg (de), conseiller, maître de la Chambre des Comptes. (Tableau de 1783 et liste de Cordier : l’Union, troisième loge de Bruxelles, no 9).
- Bergé, (liste adressée à Joseph II le 6 mai 1786 : les Vrais Amis de l’Union, no 14).
- Bergen (van den), official au Greffe des États. (Tableau de 1777 : la Parfaite Amitié, première loge de Bruxelles, no 7).
- Bet, (de), signalé absent en 1786. (Tableau de 1786 : l’Heureuse Rencontre, seconde loge de Bruxelles, no 8).
- Beughem (J. Hyacinthe de), vicomte de Beughem. (Tableau de 1777 : l’Union, troisième loge de Bruxelles, no 9). LIGNAGE : plusieurs Hyacinthe admis au lignage Serhuyghs, à préciser.
- Beveren (van), bourgeois, (l’Union Fraternelle, constituée le 12 septembre 1784).
- Blaes (F.), garde noble ; (« La Constance », ou « la Constance de l’Union », no 15, liste de Cordier).
- Blaes, B., négociant ; (« La Constance », ou « la Constance de l’Union », no 15, liste de Cordier).
- Blanchard Louis, conseiller assesseur du Mont de Piété. (La Parfaite Amitié, première loge de Bruxelles, no 7, membre externe).
- Blanchard, J. L., négociant, initié en 1765. (Tableau de 1773 ET tableau de 1777 : l’Union, troisième loge de Bruxelles, no 9).
- Blanchard, négociant. (Tableau de 1777 : la Parfaite Amitié, première loge de Bruxelles, no 7).
- Blende, (P. A. de), écuyer, propriétaire à Bruxelles, Vénérable en 1773, initié en 1751 à Douai dans la Constante Union. (Tableau de 1773 et tableau de 1786 : l’Heureuse Rencontre, seconde loge de Bruxelles, no 8 et "La Vraie et Parfaite Harmonie à Mons").
- Boissy, (le marquis de), chambellan de LL.MM. (La Parfaite Amitié, première loge de Bruxelles, no 7, membre externe).
- Bols d’Arendonck, Norbert Joseph écuyer, seigneur de la Franchise d’Arendonck, seigneur à Lille, Rethy, Gierle, etc. libre seigneur à Turnhout, licencié es lois, homme de fief et juge du suprême et chef tribunal de la Fauconnerie, légitimé en 1771 à l’Heureuse Rencontre venant d’une loge clandestine fut Vénérable, fut orateur. (Tableau de 1773, tableau de 1777 et tableau de 1786 : l’Heureuse Rencontre, seconde loge de Bruxelles, no 8). C'est lui qui publia à Londres en 1775 le livre[5] intitulé "Réfutation de la lettre d'un docteur en théologie de l'Université de Louvain touchant la Franc-maçonnerie à un étudiant en droit".
- Bonnardi, (Jean-Baptiste), né à Commercy en Lorraine en 1742, officier chez le Ministre. (Les vrais amis de la Justice).
- Borgy (Joseph), peintre, frère servant. (Tableau de 1783 : l’Union, troisième loge de Bruxelles, no 9).
- Bosschaert, (tableau de 1783 : l’Union, troisième loge de Bruxelles, no 9).
- Boubers (Jacques Louis de), fils, imprimeur libraire, né à Dunkerque en 1757. (Les vrais amis de la Justice).
- Boubers, (Amand Aimé de), fils, imprimeur libraire, né à Dunkerque en 1753. (Les vrais amis de la Justice).
- Boubers, (Jean-Louis de), père, imprimeur libraire, né à Lille en 1731. (Les vrais amis de la Justice).
- Bourgogne, (L. J. de) secrétaire de la Légation du Prince de Liège. (Tableau de 1772 : la Parfaite Amitié, première loge de Bruxelles, no 7).
- Bourguignon, inspecteur de l’Académie. (L’Union Fraternelle, constituée le 12 septembre 1784).
- Bouyet, premier officier à la Recette Générale. (Tableau de 1777 : la Parfaite Amitié, première loge de Bruxelles, no 7).
- Bricot, pensionné de la Cour de feu S. A. R. (Tableau de 1783 et liste adressée à Joseph II le 6 mai 1786 : "les Vrais Amis de l’Union", no 14).
- Broeck (van den), (tableau de 1777 : "la Parfaite Amitié", première loge de Bruxelles, no 7).
- Brogniez (le chevalier), (tableau de 1786 : l’Union, troisième loge de Bruxelles, no 9).
- Brynen (van). (Tableau de 1777 : "l’Union", troisième loge de Bruxelles, no 9).
- Bultos, Pierre François, bourgeois natif de Bruxelles, fiscal, initié à l’Union Parfaite à Bruxelles en 1754, dont les fils furent directeur du Théâtre de Bruxelles, membre de la loge de Stockholm. (Tableau de 1773 et membre honoraire, tableau de 1777 : "l’Heureuse Rencontre", seconde loge de Bruxelles, no 8). Avec son fils Alexandre Bultos, il construisit et exploita le Vaux-hall du Parc de Bruxelles. Il appartenait à une famille de distillateurs[6].
- Busscher, (de), licencié es-lois, avocat. (Tableau de 1777 ET tableau de 1786 : l’Heureuse Rencontre, seconde loge de Bruxelles, no 8).

#### C
- Cabre de Bercaville, Louis, régisseur de la troupe des comédiens de S.A.R., initié dans une loge clandestine à La Haye en 1742 et légitimé en 1771. (Tableau de 1773 : "l’Heureuse Rencontre", seconde loge de Bruxelles, no 8).
- Camusel de Rieput, A. lieutenant-major des Gardes Bourgeoises. (Tableau de 1772 : la Parfaite Amitié, première loge de Bruxelles, no 7). Il était également membre honoraire de la "Constante Union" à l'Orient de Gand. (Tableau de 1773, loge n°2). LIGNAGE : admis au lignage de Caudenbergh en 1763.
- Canter (de), cuisinier, servant. (Tableau de 1783 : l’Union, troisième loge de Bruxelles, no 9).
- Capelle (le vicomte de), ancien Wout-Maître de Brabant. (Tableau de 1786 : l’Union, troisième loge de Bruxelles, no 9).
- Cardon, Antoine, artiste. (Tableau de 1783 et tableau de 1786 : l’Union, troisième loge de Bruxelles, no 9).
- Carton, F. officier au régiment de Ferari. ("La Parfaite Amitié", première loge de Bruxelles, no 7, membre externe).
- Cattoir, Melchior, Gaspar, rentier, premier surveillant, deuxième surveillant. (Tableau de 1777 et tableau de 1786 : "l’Heureuse Rencontre", seconde loge de Bruxelles, no 8). Il fut initié à la loge « l’Heureuse Rencontre », en 1771. Armoiries : un chat assis de profil, regardant à dextre et tenant de la patte dextre un anneau, avec casque, bourrelet et lambrequins ; cimier :un panache de cinq plumes d’autruches. Il est possible, grâce aux recherches de François de Cacamp de le replacer dans son contexte familial : « Quatre siècles de bourgeoisie urbaine. Les Cattoir à Gand et à Bruxelles (1545-1958) », dans, Brabantica, IV, première partie, Bruxelles, 1959, p. 85 à 88. Il s’agit de Gaspar-Melchior-Balthazar Cattoir[7], né à Bruxelles le 5 janvier 1741, y décédé le 23 ventôse an VII en sa maison sise rue de l’Égalité (rue Ducale). Il était le fils André-Albert-Joseph Cattoir (1710-1779), maître d’hôtel et intendant du prince de Ligne, en résidence ordinaire à Bruxelles où le prince avait son hôtel. Gaspar-Melchior-Balthazar Cattoir épousa en premières noces, à Sainte-Gudule le 13 juin 1763, Isabelle-Jeanne Ververs, veuve du conseiller Gambier, dont il n’eut pas d’enfants. En secondes noces, il épousa à une date qui n’est pas encore connue, Elisabeth-Joséphine Wautier, native de Gentinnes, en Brabant Wallon. Gaspar-Melchior-Balthazar Cattoir était l’oncle par alliance du fameux Charles-François Jacqmin, dit « Cousin Charles » ou « le sire de Loupoigne », le légendaire héros de la « Guerre des Paysans » contre les occupants de la République française, celui-ci était en effet le mari de sa nièce Jeanne-Josèphe Deinsman, fille de Jacques Deinsman qui avait épousé à Bruxelles (Chapelle), Anne-Marie Cattoir sœur de Gaspar-Melchior-Balthazar Cattoir.
- Charliers d’Odomont. (Tableau de 1777 et tableau de 1786 : "l’Union", troisième loge de Bruxelles, no 9). LIGNAGES : divers Charliers d'Odomont au Roodenbeke et au Caudenberghe.
- Charlier, official à la maison des veuves de Nettine ; (« La Constance », ou « la Constance de l’Union », no 15, liste de Cordier).
- Charvet (le baron de), maître de loge (Vénérable), auditeur de la Chambre des Comptes. (Tableau de 1773 et tableau de 1786 : "l’Union", troisième loge de Bruxelles, no 9).
- Chasteler (le marquis Jean-Gabriel-Joseph-Albert du), fut Vénérable. Chambellan de LL. MM. I. et R., lieutenant de sa garde noble. (Tableau de 1777 et tableau de 1786 : "l’Heureuse Rencontre", seconde loge de Bruxelles, no 8). LIGNAGE : Gabriel Joseph marquis du Chasteleer admis en 1778 au lignage Serhuyghs. Lieutenant général au service d'Autriche, commandeur de l'Ordre de Marie-Thérèse, chambellan de l'empereur et membre des États du Tyrol, né à Mons en 1763, était entré au service de l'empereur le 2 avril 1786 et figurait sur la liste des officiers au service de l'empereur originaires du Département de Jemmapes qui refusèrent la nationalité française. Il avait vendu pour une somme de 800 000 francs tous ses biens aux Pays-Bas. Il termina sa carrière comme gouverneur de Venise. Sa fille Ida du Chasteleer, épouse Visart de Bocarmé, a laissé un nom dans l'histoire littéraire car c'est elle qui dessina pour Balzac les blasons imaginaires des familles de la Comédie humaine[8].
- Chasteleer de Moulbaix (le marquis du), sous-lieutenant. (tableau de 1777) (tableau de 1786) (l’Heureuse Rencontre, seconde loge de Bruxelles, no 8)
- Chasteleer, fils (le marquis du), capitaine au corps du génie. (Tableau de 1786 : "l’Heureuse Rencontre", seconde loge de Bruxelles, no 8).
- Chentinnes (de), officier à la Chambre des comptes de S. M. (Tableau de 1783 et liste adressée à Joseph II le 6 mai 1786 : "les Vrais Amis de l’Union", no 14). LIGNAGE : François Louis Chrétien Ghislain de Chentinnes, admis en 1763 au Caudenbergh.
- Cherewy. (Liste adressée à Joseph II le 6 mai 1786 : les Vrais Amis de l’Union, no 14).
- Chouquet. Secrétaire, ci-devant attaché à la cour de feu S. A. (Tableau de 1783 : "les Vrais Amis de l’Union", no 14).
- Coloma, baron de Saint-Pierre Leeuw, (Ernest de). (La Parfaite Amitié, première loge de Bruxelles, no 7, membre externe)
- Conti, sommelier de LL. AA. RR. ; (« La Constance », ou « la Constance de l’Union », no 15).
- Coomans, Henri Joseph, notaire et procureur. (Divers tableaux et liste adressée à Joseph II le 6 mai 1786) (les Vrais Amis de l’Union, no 14).
- Coppieters, trésorier de la ville de Malines. (Tableau de 1783 : "l’Union", troisième loge de Bruxelles, no 9).
- Cordier (Jean-Baptiste), secrétaire de son Altesse Royale le duc de Lorraine, né à Lunéville en Lorraine en 1749, (Les vrais amis de la Justice).
- Couthume, (A), praticien. (« La Constance », ou « la Constance de l’Union », no 15).
- Couttume, (Joseph Nicolas), official à la Chambre des comptes. (« La Constance », ou « la Constance de l’Union », no 15), maître écossais, adjoint des Francs-maçons réformés dits "Loyaux agronomes vrai-croians", auditeur à la Chambre des comptes. Né à Bruxelles le 6 juin 1746, le 4 floréal de l'an IV (23 avril 1796), il est porté sur la liste des émigrés. En janvier 1797 il est à Linz[9].
- Crokaert, particulier. (Tableau de 1777 : la Parfaite Amitié, première loge de Bruxelles, no 7).
- Cupis de Camargo, E. H. avocat, échevin de la Chambre de Commerce. (Tableau de 1772 : "la Parfaite Amitié", première loge de Bruxelles, no 7. Il était également membre honoraire de la "Constante Union" à l'Orient de Gand. Tableau de 1773, loge no 2). LIGNAGE : Englebert François Joseph, admis le 13 juin 1768 au lignage Serroelofs. Cette branche s'éteignit en 1854 en la personne de Marie-Anne de Cupis de Camargo, lointaine parente de la fameuse danseuse Marie-Anne de Camargo et du violoniste Jean-Baptiste de Cupis de Camargo[10].

#### D
- Dasselborn, négociant. (Tableau de 1786 : l’Heureuse Rencontre, seconde loge de Bruxelles, no 8).
- Dattin, de Bois-Saint-Jean, échevin de la Chambre de Commerce. (Tableau de 1777 : la Parfaite Amitié, première loge de Bruxelles, no 7, membre externe).
- Deforge (Jean-François) voir à Forge (Jean-François de)
- Delcourt D., particulier. (Tableau de 1777 : "la Parfaite Amitié", première loge de Bruxelles, no 7).
- Demanet, négociant. (Tableau de 1777 : "la Parfaite Amitié", première loge de Bruxelles, no 7, membre externe).
- Derzer, frère servant. (Tableau de 1783 : "l’Union", troisième loge de Bruxelles, no 9).

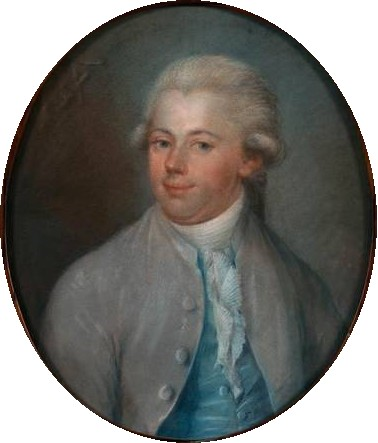
Un franc-maçon bruxellois au XVIIIe siècle : Jean-Baptiste Van Dievoet (1747-1821), négociant en vins, membre de la loge « la Constance de l’Union ».

- Dievoet (Jean-Baptiste Van[11]), négociant en vins ; (« La Constance », ou « la Constance de l’Union », no 15, liste de Cordier). Il s’agit de Jean-Baptiste Van Dievoet, négociant en vins, fils de Jean-Baptiste Van Dievoet (1704-1776) (qui est le neveu du sculpteur Pierre Van Dievoet doyen des Quatre-Couronnés), et d’Élisabeth Van der Meulen (1720-1769), né à Bruxelles le 24 janvier 1747, baptisé à Saint-Nicolas, et décédé à Bruxelles le 30 décembre 1821, rue des Sœurs-Noires, section 3, no 946. Il épousa en premières noces à Bruxelles, à Sainte-Catherine, le 12 septembre 1774, Anne-Marie Lambrechts, née à Bruxelles le 22 février 1753, baptisée à Sainte-Catherine, décédée à Bruxelles le 23 septembre 1781. Il épousa en secondes noces à Bruxelles en l’église Saint-Géry le 9 août 1784, Marie-Pétronille-Catherine van den Velden (1751-1836).
- Dievoet (Pierre-Jacques-Joseph Van[12]), négociant. (« La Constance », ou « la Constance de l’Union », no 15, liste de Cordier). Il s’agit de Pierre-Jacques-Joseph Van Dievoet, négociant en lin et fabricant de cotonettes, doyen de la Corporation des marchands de toile en gros, nation Saint-Laurent en 1788. Fils de Jean-Baptiste Van Dievoet (1704-1776), (qui est le neveu du sculpteur Pierre Van Dievoet doyen des Quatre-Couronnés), et d’Élisabeth Van der Meulen (1720-1769). Il demeurait Longue rue des Chevaliers (Langeridderstraet). Baptisé à Saint-Nicolas le 17 mai 1748 et mourut à Saint-Josse-ten-Noode en novembre 1828. Il figure parmi les volontaires agrégés aux Cinq Serments qui en 1787 sous la conduite de Henri van der Noot s’armèrent contre les Autrichiens (Il fut volontaire agrégé au Serment de Saint-Georges ou Petit Serment des Arbalétriers). Il épousa à Bruxelles, Anne-Marie Meskens, fille de Paul et de Marie-Caroline de Nève, née à Bruxelles le 29 mars 1755 et décédée le 13 février 1789, Longue rue des Chevaliers. Enterrement à Sainte-Gudule le 16 dito, service à seize prêtres. Ils sont les parents de Pierre Van Dievoet, artiste-musicien, né à Bruxelles le 29 septembre 1781, mort célibataire vers 1825, qui est connu notamment comme interprète de Mozart[13].

- Dindal (Nicolas Joseph), chirurgien, professeur de clinique externe et des accouchements à l’école de médecine, membre de la Société de Médecine de Bruxelles[14], obstétricien de la cour des Pays-Bas, membre de la loge les Vrais amis de l’Union, initié le 5 mai 1789, ensuite membre de la loge des Vrais amis de l'union et du progrès réunis[15], né à Wavre (décédé le 4 août 1826 à Bruxelles) époux d'Élisabeth-Josèphe Snoeck (décédée le 5 novembre 1821 à Bruxelles). Ils eurent comme enfant François-Joseph Dindal, avocat, vice-président du Sénat de 1848 à 1851, né à Bruxelles, baptisé à Sainte-Gudule le 5 août 1791 et décédé à Ixelles le 25 mai 1866, épousa  à Leeuw-Saint-Pierre le 20 août 1828, Pétronille Van Cutsem, veuve de François Wittouck, maire de Leeuw-Saint-Pierre, fille de François Van Cutsem, né à Leeuw-Saint-Pierre, membre du collège électoral du département de la Dyle, propriétaire et fermier à Saintes (Brabant) (frère de Guillaume van Cutsem (1749-1825), jurisconsulte et député du département des Deux-Nèthes) et de Philippine Josèphe De Pauw, née à Saintes.

- Donceel (le chevalier de), colonel. (Tableau de 1783 : l’Union, troisième loge de Bruxelles, no 9).
- Doudelet, artiste. (Tableau de 1786 : "l’Heureuse Rencontre", seconde loge de Bruxelles, no 8).
- Doutremer, négociant (Liste de Cordier : "l’Union", troisième loge de Bruxelles, no 9).
- Drossart Jacques, garçon de comptoir, frère servant. ("La Parfaite Amitié", première loge de Bruxelles, no 7, membre externe).
- Drugman, ("les Vrais Amis de l’Union", no 14).
- Drugman, (tableau de 1777) (l’Union, troisième loge de Bruxelles, no 9).
- Drugman, Charles Joseph, Vénérable. (Divers tableaux et liste adressée à Joseph II le 6 mai 1786 : "les Vrais Amis de l’Union", no 14).
- Durcq (Richard), perruquier, Frère servant. (Tableau de 1783: "l’Union", troisième loge de Bruxelles, no 9).
- Duspra, bourgeois. ("L’Union Fraternelle", constituée le 12 septembre 1784).

#### E
- Elie, Pierre, fut Vénérable, il fut initié en 1760. (Tableau de 1773 : "l’Union", troisième loge de Bruxelles, no 9). Comme nous l'apprend Paul Duchaine[16], « En 1774, le seul Chapitre de Rose-Croix de Bruxelles était celui de l'Union. Il était composé de membres appartenant aux divers ateliers de la ville. Son chef était Pierre Élie, son premier surveillant, Jacques t'Kint. Les tracés de ce Chapitre qualifient parfois ses membres de Rose-Croix d'Hérédom. »
- Empereur, (l’) Charles Joseph, négociant. (Divers tableaux et liste adressée à Joseph II le 6 mai 1786 : les Vrais Amis de l’Union, no 14).
- Escaille (Charles de l’) (initié à Lyon). (Tableau de 1772 : "la Parfaite Amitié", première loge de Bruxelles, no 7).

#### F

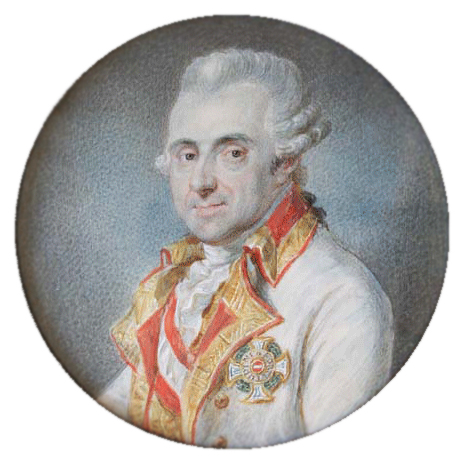
le comte Joseph de Ferraris, membre agrégé de la loge bruxelloise "l’Heureuse Rencontre".

- Fayot, négociant ; (« La Constance », ou « la Constance de l’Union », no 15).
- Ferraris (le comte Joseph de), colonel propriétaire du Régiment de Ferraris. (Tableau de 1777 et tableau de 1786, membre agrégé : "l’Heureuse Rencontre", seconde loge de Bruxelles, no 8).
- Fery, Martin François Joseph, baptisé à Bruxelles en l'église Saint-Jacques-sur-Coudenberg le 3 août 1754, y décédé le 24 janvier 1809, fils de Nicolas François Fery et de Marie-Anne Maras, marié à Marie-Hélène Danner, native de Trèves[17]. Martin Fery sorti en 1773 "primus" en philosophie à l'université de Louvain, dans la pédagogie du Château[18], puis devint professeur de philosophie à l'université de Louvain. Selon Jules Delhaize[19] « C'était un homme de loi très estimé de ses concitoyens ». Devint législateur à Paris en 1797, représentant du peuple dans le Conseil des cinq-cents. (Divers tableaux et liste adressée à Joseph II le 6 mai 1786 : "les Vrais Amis de l’Union", no 14). Adolphe Robert et Gaston Cougny dans leur Dictionnaire des parlementaires français de 1789 à 1889, ont publié sa biographie : « député au Conseil des Cinq-Cents et au Corps législatif de l'an VIII à 1806, né à Bruxelles (Belgique) en 1754, mort à Bruxelles le 24 janvier 1809, était homme de loi dans cette ville, lorsqu'il fut élu, le 23 germinal an V, par 41 voix sur 62 votants, député du département de la Dyle au Conseil des Cinq-Cents. Favorable au coup d'Etat de brumaire, Féry passa, le 4 nivôse au VIII, au Corps législatif, eu vertu d'un vote du Sénat conservateur, pour y représenter le même département. Il quitta cette assemblée en 1806 ».
- Fisco (Claude), contrôleur des travaux la ville de Bruxelles, ancien officier. (Tableau de 1777 et tableau de 1786 : "l’Heureuse Rencontre", seconde loge de Bruxelles, no 8). Un des fondateurs de la société secrète patriotique "Pro aris et focis".
- Flament (Jean Benoit Joseph), dessinateur, né à Bruxelles en 1739. (Les vrais amis de la Justice).
- Fleury, maître de langue, (« La Constance », ou « la Constance de l’Union », no 15).
- Fons, avocat. (Tableau de 1786 : "l’Union", troisième loge de Bruxelles, no 9).
- Forge (de), (Jean-François), officier du duc d'Aremberg, né à Avergne en Normandie en 1739 (Les vrais amis de la Justice).
- Fourneau (de), comte de Cruquenbourg, chambellan de Sa Majesté. (Tableau de 1786 : "l’Union", troisième loge de Bruxelles, no 9). LIGNAGE : au XVIe siècle.
- Frison (Charles), demeurant à Bruxelles. (Tableau de 1770 : "La Parfaite Égalité", loge de Bruges, no 4 des Pays-Bas). Charles Joseph Frison[20], baptisé à Bruxelles le 22 janvier 1737, était le fils de Jacques Frison et de Catherine Josèphe Flament. Il épousa à Bruxelles le 8 janvier 1757, Pétronille Josèphe Nuewens, fille du notaire Jean-Baptiste Nuewens. Il était un des plus importants fabricants de draps de Bruxelles. Il avait comme associé Charliers, seigneur de Borghravenbroeck, membre des Lignages de Bruxelles, qui avait investi 60 000 florins dans cette entreprise alors que lui-même n'y avait placé que 30 000 florins. Sa fabrique de draps employait comme main d'œuvre les détenus de la Maison de Correction (Tuchthuys), mais ceux-ci faisaient l'objet de vexations de la part du directeur Frison. Plainte fut déposée et Frison fut emprisonné, mais il s'évada et disparu sans laisser de traces...
- Fuente (marquis de la), chambellan de S.A.R., demeurant à Bruxelles. (Tableau de 1770 : "La Discrète Impériale" à Alost, loge no 1).

#### G
- Le marquis de Gages, époux d'Alexandrine Françoise Pétronille de Bousies (1745-1791), (s'affilia à l'Heureuse rencontre, après la réforme de Joseph II de 1786).
- Galhan de Florimond, ancien officier au service de l’Empire. (Tableau de 1783 : "les Vrais Amis de l’Union", no 14)
- Gallez, négociant. (L'Union Fraternelle, constituée le 12 septembre 1784).
- Gallez, official au Loto. (Tableau de 1777 : la Parfaite Amitié, première loge de Bruxelles, no 7).
- Gallez. (Tableau de 1777 : "l’Union", troisième loge de Bruxelles, no 9).
- Gameren, (van), écuyer licencié es-lois avocat, hospitalier. (Tableau de 1777, absent en 1786, et tableau de 1786 : "l’Heureuse Rencontre", seconde loge de Bruxelles, no 8).
- Gand (le comte de), capitaine au Régiment Royal Champagne. absent en 1786. (Tableau de 1777 et tableau de 1786 : "l’Heureuse Rencontre", seconde loge de Bruxelles, no 8).
- Gastard, Jean Christophe, négociant. (Divers tableaux et liste adressée à Joseph II le 6 mai 1786 : "les Vrais Amis de l’Union", no 14).
- Gavre (3e prince de) [21]. Charles-Alexandre a été initié à la loge la Parfaite Union de Namur en 1774-75 (tableau de 1776, qui deviendra la Bonne Amitié en 1777). Il est par ailleurs membre agrégé (tableau de 1777) de l’Heureuse Rencontre, seconde loge de Bruxelles, no 8 (dont son père était membre). Il épouse en 1797, à Vienne, Marie-Thècle, Comtesse d'Egger. Ils auront un fils, né en 1800. Il commencera son service pour l'empire français, comme chambellan de l'impératrice Joséphine. Ensuite, alors que les français accaparent toutes les charges politiques, il réussit l'exploit inverse, à savoir d'être nommé Préfet de Seine-et-Oise de 1810 à 1814 (Fichefet- Pirenne Tome III, p. 361), il sera fait Comte de l'Empire français. Durant cette période, il fréquente les loges Belges et Françaises, il sera d'ailleurs vénérable d'honneur d'une loge de Versailles ("Militaires réunis", travaillant au rite écossais philosophique). Il sera le chef d'ordre du "rite Écossais primitif" dit de Namur durant la période hollandaise, période durant laquelle il assurera la représentation officielle du Grand-Maître Frédéric d'Orange à la Grande loge des Pays-Bas d'administration méridionale. Il sera désigné Grand-maréchal de la Cour des Pays-Bas, tout en restant fidèle aux liens ancestraux de sa famille, en tant que Chambellan de l'Empereur d'Autriche. Il perd sa femme(Marie-Thècle d'Egger) en 1817, et son fils François de Gavre, Bourgmestre de Monceau, en 1826. Il meurt à La Haye en 1832, son corps sera ramené à Aiseau le 13 juin 1854 pour être inhumé dans la chapelle funéraire des de Gavre adossée à l'église paroissiale[22]. Il légua ses archives et ses biens à sa belle-sœur, Marie-Aloïse d'Egger, épouse d'Emmanuel-François de Neubourg. Celle-ci termine sa vie dans le château familial de Monceau en 1864. Le château et les archives de famille furent vendus au Baron Jules Houtart. (cfr Annuaire des Châteaux de Belgique- Bruxelles 1904- 5 -p. 115)
- Gavre, père. (2e prince de). Il apparait sur les tableaux de la "Vraie et Parfaite Harmonie" (Mons) en 1770, de la "Bienfaisante" (Gand) en 1771, et de l'Heureuse Rencontre (seconde loge de Bruxelles, no 8) en 1777 [23]et 1786. François-Joseph Rase, Prince de Gavre, Marquis d'Aiseau, Comte de Fresin et du Saint Empire Romain, dernier Gouverneur et capitaine général du pays et comté de Namur, Administrateur général de la ville et Château du dit Namur, Souverain Bailli, grand Veneur et Bailli des bois dudit Païs et Comté. Général-major de l'armée autrichienne. En 1775, il devient Grand-maréchal de la Cour, Grand-Chancelier et président du Conseil aulique. Il sera le seul à garder l'ensemble ses titres à la suite des réformes de Joseph II. Il sera fait chevalier de la Toison d'or en 1782[24]. Il épouse en 1753 Marie-Amour Désirée de Rouveroit de Pamele, Chanoinesse d'Andenne, Grande Maîtresse de l'Archiduchesse Marie Christine, Gouvernante des Pays-Bas.Né en 1737, mort à Vienne le 7 mars 1797, car il accompagna le Gouvernement Autrichien dans sa retraite.
- Gehot, particulier. (Tableau de 1777 : la Parfaite Amitié, première loge de Bruxelles, no 7).
- Gelder (van), architecte. (L’Union Fraternelle, constituée le 12 septembre 1784).
- Gérard, négociant. (L’Union Fraternelle, constituée le 12 septembre 1784).
- Gernier (de), officier au régiment de Ferrari. (Tableau de 1773, ci-devant officier de l’armée, et tableau de 1783 : "l’Union", troisième loge de Bruxelles, no 9).
- Gilibert, négociant, trésorier. (Tableau de 1783 et liste adressée à Joseph II le 6 mai 1786 : "les Vrais Amis de l’Union", no 14).
- Gillin, négociant. (Tableau de 1777 : "la Parfaite Amitié", première loge de Bruxelles, no 7).
- Giovanelli, huissier de salle à la Cour de LL. AA. RR. . (« La Constance », ou « la Constance de l’Union », no 15, liste de Cordier).
- Gisleyns, de la Parfaite Amitié à Bruxelles, membre honoraire. (Tableau de 1777 : l’Heureuse Rencontre, seconde loge de Bruxelles, no 8).
- Godecharle, Gilles-Lambert, sculpteur.
- Goffin, H. avocat. (Tableau de 1777 : la Parfaite Amitié, première loge de Bruxelles, no 7).
- Goffin, Henri Joseph, avocat au Conseil souverain. (Divers tableaux et liste adressée à Joseph II le 6 mai 1786 : "les Vrais Amis de l’Union", no 14).
- Goub(e)au, Martin, garde noble de S. M. (Divers tableaux et liste adressée à Joseph II le 6 mai 1786 : les Vrais Amis de l’Union, no 14).
- Gourland, official des Finances. (« La Constance », ou « la Constance de l’Union », no 15)
- Griez, avocat. (Liste de Cordier : l’Union, troisième loge de Bruxelles, no 9).
- Gruber, garde noble. (« La Constance », ou « la Constance de l’Union », no 15, liste de Cordier).
- Grune (de), cenier, absent en 1786. (Tableau de 1786 : "l’Heureuse Rencontre", seconde loge de Bruxelles, no 8).
- Gué (du), Nicolas, reçu Maçon dans la Loge la Parfaite Amitié, à l’Orient de Rouen, membre externe de la Grande Loge à l’Orient de La Haye. (Tableau de 1772 : la Parfaite Amitié, première loge de Bruxelles, no 7).

#### H
- Hagen, avocat. (Tableau de 1786 : "l’Heureuse Rencontre", seconde loge de Bruxelles, no 8).
- Hagen (baron van der), demeurant à Bruxelles, premier lieutenant, 1783,(L'union indissoluble, Orient militaire du frère Murray, tableau no 13, à Namur, Bruxelles et "çà et là" "ibi ubi")
- Halteren (Pierre Van), Baronnie de Bréda, Catholique Apostolique Romain, commis expéditeur de négociant (tableau du 13 décembre 1788) (loge "Les Trois Niveaux" à Ostende). (Voir Pierre Van Halteren)
- Hannoset (d’), conseiller receveur général des Domaines de Sa Majesté, au quartier de Bruxelles, (tableau de 1783) (tableau de 1786) (l’Union, troisième loge de Bruxelles, no 9). LIGNAGE : Charles Joseph Hyacinthe Hannosset, admis en 1770 au lignage Serhuyghs.
- Helmont (Adrien-Joseph van), (1747-1830), maître de musique de la collégiale ; (« La Constance », ou « la Constance de l’Union », no 15, liste de Cordier)
- Henderickx, (tableau de 1777), particulier. (la Parfaite Amitié, première loge de Bruxelles, no 7)
- Henderijcx, négociant, (tableau de 1786) (l’Union, troisième loge de Bruxelles, no 9)
- Henquin de Hanicart, gentilhomme. (tableau de 1777) (la Parfaite Amitié, première loge de Bruxelles, no 7, membre externe).
- Henry (Guislain-Joseph), architecte. Source imprimée.
- Hesse Reinfeld (le baron Charles de), absent en 1786. (tableau de 1786) (l’Heureuse Rencontre, seconde loge de Bruxelles, no 8)
- Hesse Rhinfeld (prince Charles de), capitaine au Royal Allemand. (tableau de 1777) (l’Heureuse Rencontre, seconde loge de Bruxelles, no 8)
- Heupgen, Jacques natif d’Aix-la-Chapelle, Grand-Maître des Forêts. (la Parfaite Amitié, première loge de Bruxelles, no 7, membre externe)
- Heynderyckx, banquier. (tableau de 1777) (l’Union, troisième loge de Bruxelles, no 9).
- Heypen (van), official au Loto. (tableau de 1777) (la Parfaite Amitié, première loge de Bruxelles, no 7)
- Heyvaert, Jean François, avocat au Conseil souverain. (divers tableaux) (liste adressée à Joseph II le 6 mai 1786) (les Vrais Amis de l’Union, no 14)
- Hierno, artiste. (tableau de 1786) (l’Heureuse Rencontre, seconde loge de Bruxelles, no 8)
- Hinnisdal (le comte d’), absent en 1786. (tableau de 1777) (tableau de 1786) (l’Heureuse Rencontre, seconde loge de Bruxelles, no 8)

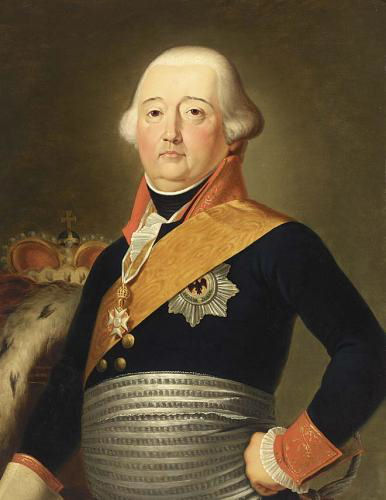
le comte Hermann de Hohenzollern-Hechingen, capitaine au Régiment de Kaunitz, membre de la loge l’Heureuse Rencontre à Bruxelles.

- Hohenzollern (le comte Hermann de), capitaine au Régiment de Kaunitz absent en 1786. (tableau de 1777) (tableau de 1786) (l’Heureuse Rencontre, seconde loge de Bruxelles, no 8)
- Hollain (Ferdinand Joseph), maître d’écriture, né à Valenciennes en 1738, (Les vrais amis de la Justice).
- Holthouzen (Pierre Noël François), garçon imprimeur, né à Liège en 1743 ; (Les vrais amis de la Justice).
- Holthouzen, directeur de l’imprimerie de l’Académie ; (l’Union Fraternelle, constituée le 12 septembre 1784)
- Hop (le baron de), ministre plénipotentiaire des États Généraux des Provinces-Unies à la Cour de Bruxelles. (tableau de 1777) (tableau de 1786) (l’Heureuse Rencontre, seconde loge de Bruxelles, no 8)
- Huygh, négociant. (tableau de 1777) (la Parfaite Amitié, première loge de Bruxelles, no 7)
- Huys d’Hattain, P. J. gentilhomme. (tableau de 1772) (la Parfaite Amitié, première loge de Bruxelles, no 7, première loge de Bruxelles, no 7). LIGNAGE : plusieurs Huys de Thy.
- Huys de Bois Saint-Jean, Jean-Joseph[25], avocat. (tableau de 1772) (la Parfaite Amitié, première loge de Bruxelles, no 7). LIGNAGE : Jean-Joseph, seigneur de Bois-St.-Jean, admis en 1767 au lignage Sweerts. Conseillé privé de l'empereur, amnistié du chef d'émigration par décret du 10 nivôse an XI. Il possédait des biens innombrables à Boussut, Bonlez, Tourinnes, Dion-le-Val, Doiceau, Grez, Nodebais et Huldenberg.
- Huysman, F. F. S., écuyer. (tableau de 1773) (l’Union, troisième loge de Bruxelles, no 9). LIGNAGE :
- Huysmans de Belle, gentilhomme, (tableau de 1783) (tableau de 1786) (l’Union, troisième loge de Bruxelles, no 9). LIGNAGE : Georges Jérôme Sébastien Ghislain Huysman, seigneur de Belle admis en 1765 au lignage Sweerts.

#### I
- Inssens, particulier. (Tableau de 1777 : la Parfaite Amitié, première loge de Bruxelles, no 7).
- Isselsten (van), ancien officier à l’armée. (« La Constance », ou « la Constance de l’Union », no 15).

#### J

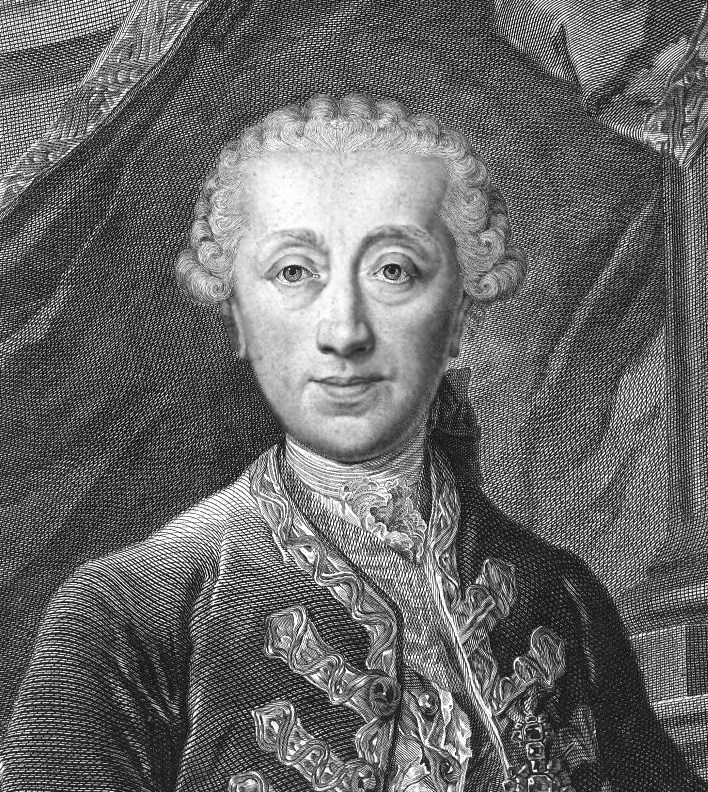
Le comte de Kaunitz, membre de la loge l'"Heureuse rencontre".

- Jacobs, médecin, (tableau de 1786) (l’Union, troisième loge de Bruxelles, no 9)
- Jacobs, négociant. (tableau de 1786) (l’Heureuse Rencontre, seconde loge de Bruxelles, no 8)
- Janssens, Jean-Baptiste François, rentier ; (divers tableaux) (liste adressée à Joseph II le 6 mai 1786) (les Vrais Amis de l’Union, no 14)
- Juliers, élevé à Bruxelles, (tableau de 1786) (loge "Les Trois Niveaux" à Ostende)

#### K
- Kall, aîné, négociant, (tableau de 1783) (l’Union, troisième loge de Bruxelles, no 9)
- Kaunitz (le comte de), colonel propriétaire du Régiment de Kaunitz. (membre agrégé) (tableau de 1777) (l’Heureuse Rencontre, seconde loge de Bruxelles, no 8)
- Kerel, (Joseph de), avocat. (la Parfaite Amitié, première loge de Bruxelles, no 7, membre externe)
- Kerkhoven, artiste. (tableau de 1786) (l’Heureuse Rencontre, seconde loge de Bruxelles, no 8)
- Keuren (van der). (tableau de 1777) (la Parfaite Amitié, première loge de Bruxelles, no 7)
- Kresta, official à Anvers ; (« La Constance », ou « la Constance de l’Union », no 15, liste de Cordier)
- Kun (Henri van der), rentier. (la Parfaite Amitié, première loge de Bruxelles, no 7, membre externe)

#### L
- Laethem (L'abbé van), bénéficiaire de Sainte-Gudule à Bruxelles, membre de la loge des Frères Réunis à l'O. de Tournai.
- Lafontaine, Nicolas, official au mont-de-piété ; (divers tableaux) (liste adressée à Joseph II le 6 mai 1786) (les Vrais Amis de l’Union, no 14)
- Lambillot, H., (tableau de 1773) (l’Union, troisième loge de Bruxelles, no 9).
- Lambilot, conseiller de S. A. le prince de la Tour et Taxis, (tableau de 1786) (l’Union, troisième loge de Bruxelles, no 9)
- Landre, (F. de) écuyer, licencié es-lois, économe. (tableau de 1773) (tableau de 1777) (l’Heureuse Rencontre, seconde loge de Bruxelles, no 8). LIGNAGE : Pierre Alexandre François de Landre, admis en 1774 au lignage Steenweeghs.
- Langendonck (van), greffier de la ville de Bruxelles, (tableau de 1783) (tableau de 1786) (l’Union, troisième loge de Bruxelles, no 9)
- Langenhoven (van), fabricant de papier, (tableau de 1786) (l’Union, troisième loge de Bruxelles, no 9)
- Langenhoven, (van), Henri Joseph, avocat. (tableau de 1777) (l’Union, troisième loge de Bruxelles, no 9).
- Lannoy (le comte de), chambellan. (tableau de 1777) (tableau de 1786) (l’Heureuse Rencontre, seconde loge de Bruxelles, no 8)
- Laureyssens, Pierre Joseph, garde noble de S. M. (divers tableaux) (les Vrais Amis de l’Union, no 14)
- Lauryssens, (liste adressée à Joseph II le 6 mai 1786) (les Vrais Amis de l’Union, no 14)
- Le Blanc, particulier, (« La Constance », ou « la Constance de l’Union », no 15)
- Lederer (de), official à la Secrétairerie d’État et de Guerre, (tableau de 1786) (l’Union, troisième loge de Bruxelles, no 9)
- Leirens, cenier. (tableau de 1786) (l’Heureuse Rencontre, seconde loge de Bruxelles, no 8)

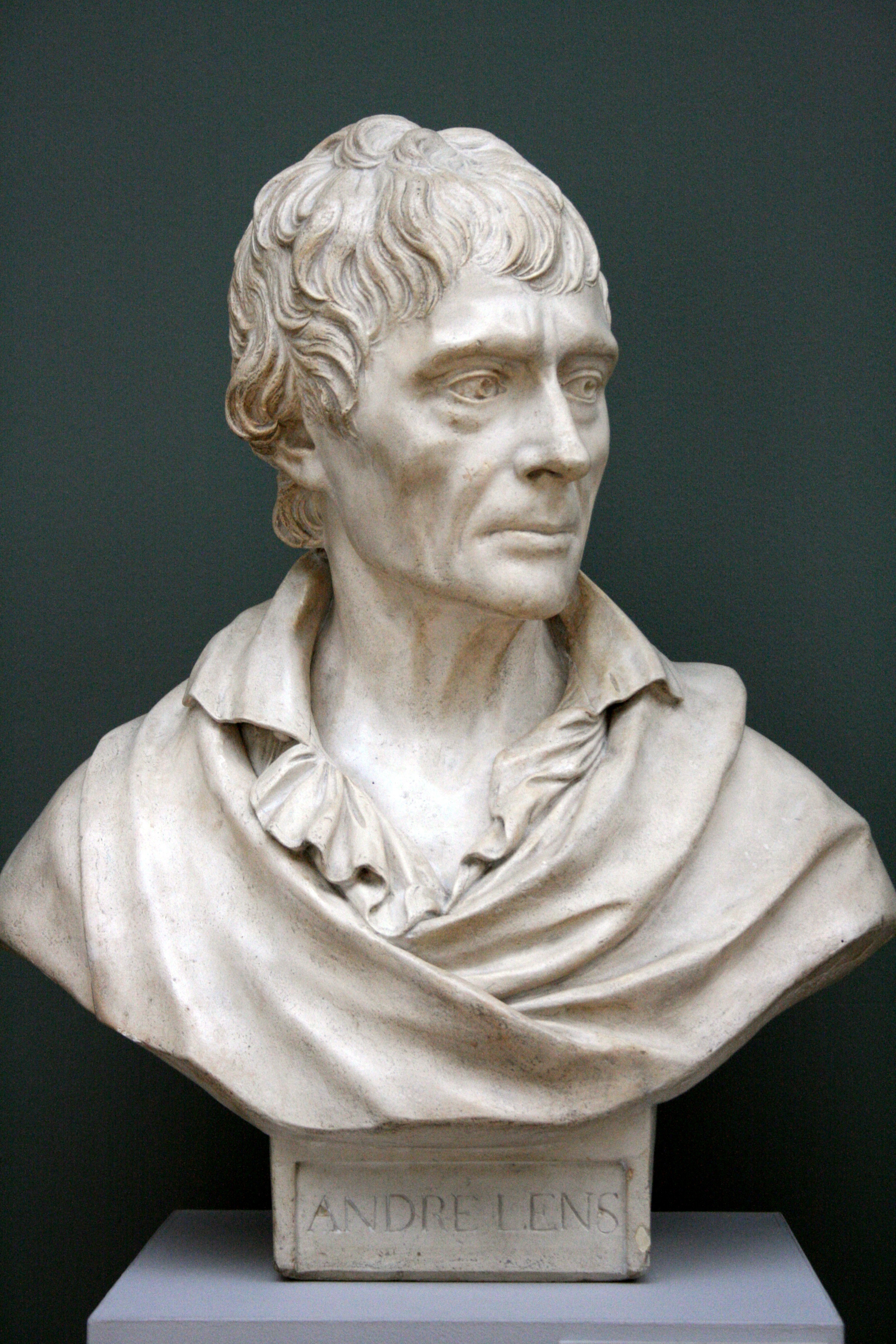
Un franc-maçon bruxellois, le peintre André Lens (1739-1822), président de la Société de peinture, sculpture et architecture de Bruxelles et membre de la loge l'Union. Sculpture par Godecharle.

- Leempoel (Jean-Guillaume van), né le 28 décembre 1751, mort à Wiesbaden, le 27 février 1796, épousa, à Dusseldorf, le 10 août 1794, Sophie Marie Thérèse Hergodts, morte à Bruxelles, le 15 septembre 1813, il fut docteur en médecine de la faculté de Louvain, Recteur Magnifique de l'ancienne université de Louvain en 1788, conseiller protomédecin de l'archiduc Charles de Lorraine, agent des États Belgiques Unis à La Haye; (« La Constance », ou « la Constance de l’Union », no 15.). Le cabinet des manuscrits de la Bibliothèque royale de Belgique conserve un manuscrit d'un cours des professeurs Verlat et van Leempoel: Tractatus de Corporibus Naturalibus (ms. III 1561) (origine: don privé de 1976).
- Lens, cadet, peintre de S. M.(tableau de 1777) (tableau de 1786) (l’Heureuse Rencontre, seconde loge de Bruxelles, no 8). Il s'agit du peintre Jacques-Joseph Lens, né à Anvers le 25 février 1746 et décédé à Saint-Josse-ten-Noode le 31 mars 1814. Il est le frère d'André Lens.
- Lens, peintre, (tableau de 1783) (l’Union, troisième loge de Bruxelles, no 9). Il s'agit du peintre André Corneille Lens, président de la Société de peinture, sculpture et architecture de Bruxelles.
- Leroi, négociant, membre de la loge l’Union Fraternelle, constituée le 12 septembre 1784.
- L’Esprit, architecte, (tableau de 1783) (l’Union, troisième loge de Bruxelles, no 9)
- Leyniers, Charles Marie, négociant. (divers tableaux) (les Vrais Amis de l’Union, no 14). Il s’agit de Charles-Marie-Joseph Leyniers, baptisé à Sainte-Gudule le 8 septembre 1756, fils de Henri-François-Joseph Leyniers et d’Anne-Catherine-Jeanne van Helmont, fille du peintre Zeger Jacob van Helmont. Négociant en vins demeurant rue Sainte-Catherine, il figure parmi les volontaires agrégés aux Cinq Serments de Bruxelles en 1787, qui à la suite de Henri van der Noot s’armèrent contre les Autrichiens, il était volontaire des Escrimeurs, agrégé au Serment de Saint-Michel. Un pamphlet de 1790, lors de la révolution brabançonne, le traite de « Don Quichotte de l’aristocratie ». (Bibl. Royale, II 8122 : vol. 48, n°17). Il avait épousé à Bruxelles, Sainte-Gudule, le 6 novembre 1780, Marie-Élisabeth van Dievoet, née le 13 janvier 1752 et décédée le 17 décembre 1828, fille de Jean-Baptiste van Dievoet (1704-1776), qui était le neveu du sculpteur Pierre van Dievoet doyen des Quatre-Couronnés, et d’Élisabeth van der Meulen, (1720-1769). D'après les archives des VAUPR, il fut reçu au premier degré le 28 février 1784, au deuxième degré le 23 avril 1784 et au troisième degré le 28 mai 1784. Il eut comme fonctions: économe en 1784-1785, "maître d'hôtel" le 21 juin 1784. Il demande sa démission le 19 juin 1786, démission qui ne prend pas cours puisque le 23 juin 1790, il est toujours là avec le titre de "chancelier". Présent sur les tableaux de 1785 et 1786.
- Liagre (de), greffier de la chef chambre des Tonlieux à Bruxelles, (tableau de 1786) (l’Union, troisième loge de Bruxelles, no 9)
- Liagre (de), Greffier de la Vicomté de Bruxelles, (tableau de 1786) (l’Union, troisième loge de Bruxelles, no 9). LIGNAGE : Charles Joseph 1777 et Joseph François en 1779 admis au Serhuyghs.
- Liagre, aîné (de). (tableau de 1777) (l’Union, troisième loge de Bruxelles, no 9).
- Liagre, cadet (de). (tableau de 1777) (l’Union, troisième loge de Bruxelles, no 9).
- Liagre, directeur du poids de la Ville (tableau de 1786) (l’Union, troisième loge de Bruxelles, no 9)
- Lichtervelde (le comte de), chambellan. (tableau de 1777) (tableau de 1786) (l’Heureuse Rencontre, seconde loge de Bruxelles, no 8)

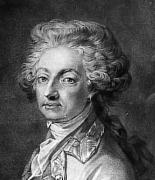
Charles-Joseph de Ligne, le célèbre littérateur, membre de la loge bruxelloise l'Heureuse Rencontre, gravure par Antoine Cardon, membre de la loge bruxelloise de l'Union.

- Ligne, père (le prince de) (1735-1814), colonel propriétaire, chevalier de la Toison d’Or. (membre agrégé en 1777) membre 1786,(tableau de 1777), (tableau de 1786) (l’Heureuse Rencontre, seconde loge de Bruxelles, no 8). En 1785 fut fondée la loge Ligne équitable du Régiment de Ligne, dont il fut le vénérable maître[26],[27].
- Linden (van den), greffier ; (l’Union Fraternelle, constituée le 12 septembre 1784)
- Linden (van der), baron d’Hooghvorst, membre des États de Brabant, (tableau de 1786) (l’Union, troisième loge de Bruxelles, no 9)
- Lobel (de), praticien ; (« La Constance », ou « la Constance de l’Union », no 15)
- Louis, François, ex G. M., comédien au service de S. A. R., initié à Valenciennes en 1752 à l’Amitié Inviolable.(tableau de 1773) François-Louis, comédien, fut Vénérable. (tableau de 1786) (l’Heureuse Rencontre, seconde loge de Bruxelles, no 8) (l’Heureuse Rencontre, seconde loge de Bruxelles, no 8)
- Louvart ou Louwari (François Joseph), officier de M. le comte de Mastaing, né à Maubeuge en 1766 ; (Les vrais amis de la Justice)
- Louvois, employé à la Loterie ; (l’Union Fraternelle, constituée le 12 septembre 1784)
- Loyens, M. Théodore, porte-glaive, initié à Wirtemberg en 1762. (tableau de 1773) (l’Heureuse Rencontre, seconde loge de Bruxelles, no 8)
- Lyon, greffier de Bruxelles. (tableau de 1773) (l’Union, troisième loge de Bruxelles, no 9).

#### M
- Maes, Laurent Joseph, garde noble de S. M. (divers tableaux) (liste adressée à Joseph II le 6 mai 1786) (les Vrais Amis de l’Union, no 14)
- Malcamp de Hustyle, C. J. demeurant à Louvain. (la Parfaite Amitié, première loge de Bruxelles, no 7, membre externe)
- Maldere (van), musicien de la Chapelle Royale, (tableau de 1783) (l’Union, troisième loge de Bruxelles, no 9)
- Maldere (G. van), initié en 1757. (tableau de 1773) (l’Union, troisième loge de Bruxelles, no 9)
- Male (J. P. van der), initié en 1757. (tableau de 1773) (l’Union, troisième loge de Bruxelles, no 9)
- Maleck de Werthenfels (Joseph Ernest), greffier des Finances, official à la Secrétairerie d’État et de Guerre, (tableau de 1786) (l’Union, troisième loge de Bruxelles, no 9). Né à Bruxelles le 9 septembre 1751, décédé à Vienne, le 10 janvier 1813. En 1794, il suit le gouvernement en exil à Düsseldorf. Arrivé à Vienne, il devient secrétaire de l'empereur François II. Le 4 floréal de l'an IV (23 juin 1796), il avait été porté avec son épouse sur la liste des émigrés. (Voir BRUNEEL, op. cit., p. 398-399)
- Man d’Hobruge (de), (tableau de 1777) (tableau de 1786) (l’Union, troisième loge de Bruxelles, no 9). LIGNAGE : Jean Léopold Joseph de Man, seigneur d’Hobruge, admis en 1765 au Lignage de Caudenbergh.
- Man de Termeeren (de), (tableau de 1777) (tableau de 1786) (l’Union, troisième loge de Bruxelles, no 9). LIGNAGE : Guillaume Joseph Xavier de Man, seigneur de Termeeren, admis en 1765 au lignage Caudenbergh.
- Mangez, François Joseph, commis chez M. de Romberg ; (divers tableaux) (liste adressée à Joseph II le 6 mai 1786) (les Vrais Amis de l’Union, no 14)
- Mangez, Jean Louis, avocat au Conseil souverain, (divers tableaux) (les Vrais Amis de l’Union, no 14)
- Marcke de Lummen (Antoine François Clément van), seigneur de Réthy, fiscal de la loge, secrétaire, reçu en 1771 (tableau de 1773) (tableau de 1777) (l’Heureuse Rencontre, seconde loge de Bruxelles, no 8). Armoiries : de gueules au lion à la queue fourchue d’argent, armé, lampassé et couronné d’or ; heaume surmonté de deux bottes renversées ; cri : Limbourg ! Limbourg! Grâce à la généalogie de la famille van Marcke de Lummen publiée par Dominique de Kerckhove dit van der Varent[28], l’on peut l’identifier comme étant Antoine François Clément van Marcke de Lummen, colonel de cavalerie au service de l’Autriche né à Bruxelles le 24 janvier 1734 et décédé le 10 août 1788. Il était fils de Jonkheer Charles-Joseph van Marcke de Lummen, greffier de la Chambre des monnaies puis premier official de la Recette générale des Finances et de Jeanne-Catherine de Vos, sœur de François de Vos qui acheta en 1753 la seigneurie de Rethy en Campine anversoise[29]. Il hérita en 1767 de la seigneurie de Rethy, alias Retie, de son oncle Jean-François de Vos décédé en 1763. Mais il ne put garder sa seigneurie qui passa à madame Françoise-Claire Cogels, veuve du comte de Pestre de Seneffe, père de Joseph de Pestre, membre de la loge "L'Heureuse rencontre" et remariée au comte de Wargemont. Il avait épousé à Bruxelles en 1766 Françoise Guillemine de Angelis décédée le 21 juillet 1778. Ils eurent cinq enfants, parmi lesquels Charles Emmanuel Clément van Marcke de Lummen né à Retie en 1773, décédé à Liège en 1830 qui devint un peintre sur porcelaine renommé tout comme sa descendance durant plusieurs générations[30].
- Marcke de Lummen, (P. L. van), (chez lequel la Loge se réunissait rue Notre Dame aux Neiges), initié en 1769. (tableau de 1773) (l’Union, troisième loge de Bruxelles, no 9). Armoiries : de gueules au lion à la queue fourchue d’argent, armé, lampassé et couronné d’or ; heaume surmonté de deux bottes renversées ; cri : Limbourg ! Limbourg ! Il s’identifie probablement avec François-Louis van Marcke de Lummen, né à Bruxelles le 13 mars 1732 qui avait épousé le 7 janvier 1762, Isabelle-Albertine Khnopff.Il est le frère du précédent.
- Marquart, Jean-Baptiste, ex-Vénérable, juge-garde des monnaies de S. M., initié en 1740. (tableau de 1773) (tableau de 1786) (l’Union, troisième loge de Bruxelles, no 9).Grâce à l'article de Paul De Zuttere[31], la vie et la famille de Jean-Baptiste Chrisogone Marquart, né à Bruxelles le 24 novembre 1720 nous est mieux connue. Après avoir appris le métier d'orfèvre chez son père Guillaume Marquart, il résida treize ans à Paris où il apprit la métallurgie. En 1739, il était hébergé chez le joaillier Sevester à Paris. En 1773, il présente à l'Académie THérésienne de Bruxelles, un mémoire sur la qualité du plomb de la mine de Vedrin. Marquart fut envoyé à Vienne en 1753 pour se perfectionner dans la gravure des monnaies sous la direction de Mathias Donner. Il fut nommé graveur particulier de la Monnaie de Bruxelles en 1768 (De Zuttere op. cit. p. 31). Jean-Baptiste Marquart avait épousé le 23 juillet 1758, à Saint-Jacques-sur-Caudenberg, Éléonore Constance de Brou, fille de Philippe Joseph, fourrier de la noble garde de S. M. . En 1784, il fuit l'arrivée des Français. En 1795 il est encore signalé à Hildesheim en Allemagne, puis un acte notarié de 1798 le déclare décédé, sans doute en Allemagne avant d'avoir pu rejoindre Vienne.
- Mastraeten, Jean-Baptiste, négociant ; (divers tableaux) (liste adressée à Joseph II le 6 mai 1786) (les Vrais Amis de l’Union, no 14)
- Méager, médecin, initié en 1748. (tableau de 1773) (l’Union, troisième loge de Bruxelles, no 9).
- Méganck, négociant. (tableau de 1777) (la Parfaite Amitié, première loge de Bruxelles, no 7, membre externe)
- Melés de Capelle, woudmaître de Brabant, reçu Rose-Croix en 1782. (tableau de 1777) (l’Union, troisième loge de Bruxelles, no 9).
- Melville (Isaac), établi à Bruxelles, de l'Orient de Francfort, juif, négociant, (tableau de 1786) (loge "Les Trois Niveaux" à Ostende)
- Menu, (liste adressée à Joseph II le 6 mai 1786) (les Vrais Amis de l’Union, no 14)
- Meren (Jacques de), écuyer. (tableau de 1777) (l’Heureuse Rencontre, seconde loge de Bruxelles, no 8)
- Meskens, marchand de dentelles ; (« La Constance », ou « la Constance de l’Union », no 15, liste de Cordier)
- Michaux, employé à la Loterie ; (l’Union Fraternelle, constituée le 12 septembre 1784)
- Miller (H. C. de), greffier des Finances. (tableau de 1773) (l’Union, troisième loge de Bruxelles, no 9).
- Monflin, (Charles de) gentilhomme. (tableau de 1772) (la Parfaite Amitié, première loge de Bruxelles, no 7)
- Moons, négociant ; (« La Constance », ou « la Constance de l’Union », no 15, liste de Cordier)
- Morin. (tableau de 1777) (la Parfaite Amitié, première loge de Bruxelles, no 7)
- Mosselman, bourgeois (autre tableau, l’Union Fraternelle, constituée le 12 septembre 1784). LIGNAGE : Stéphane Mosselman admis en 1781 lignage de Roodenbeke.
- Mosselman, négociant ; (« La Constance », ou « la Constance de l’Union », no 15, liste de Cordier)
- Muler, homme de fief. (tableau de 1777) (l’Heureuse Rencontre, seconde loge de Bruxelles, no 8)
- Mullendorff (de), greffier de la Chambre, (tableau de 1786) (l’Union, troisième loge de Bruxelles, no 9)
- Muller (de), (tableau de 1777) (l’Heureuse Rencontre, seconde loge de Bruxelles, no 8)
- Muller, H. J. négociant, (tableau de 1773) (l’Heureuse Rencontre, seconde loge de Bruxelles, no 8)

#### N
- Néron, procureur au Conseil de Brabant, il fut également journaliste et collabora longtemps à la "Gazette de Bruxelles". Vénérable, (« La Constance », ou « la Constance de l’Union », no 15)
- Neufforge (Ch. J. de), chevalier.(l’Heureuse Rencontre, seconde loge de Bruxelles, no 8)
- Neufforge, (le chevalier de), official au Conseil des Finances, trésorier. (tableau de 1773) (l’Heureuse Rencontre, seconde loge de Bruxelles, no 8)
- Neufforge, cadet (le chevalier de), grand secrétaire. (tableau de 1777) (l’Heureuse Rencontre, seconde loge de Bruxelles, no 8)
- Neufforge, l’aîné (le chevalier de), (tableau de 1777) (l’Heureuse Rencontre, seconde loge de Bruxelles, no 8)
- Neufforge (Emmanuel de), demeurant à Bruxelles, fiscal, capitaine, 1783,(L'union indissoluble, Orient militaire du frère Murray, tableau no 13, à Namur, Bruxelles et "çà et là" "ibi ubi")
- Nickmulder, employé à la Loterie ; (l’Union Fraternelle, constituée le 12 septembre 1784)
- Niesse, négociant, (tableau de 1786) (l’Union, troisième loge de Bruxelles, no 9)
- Noot (Jean van der), comte de Duras, chambellan impérial, maréchal héréditaire du pays de Liège et membre de l'état noble de duché de Brabant. (l’Heureuse Rencontre, seconde loge de Bruxelles, no 8),(tableau de 1777) (tableau de 1786). LIGNAGE : Jean Joseph Philippe van der Noot, comte de Duras, seigneur de Carloo, admis en 1787 au lignage Serroelofs. Ledit Jean van der Noot, né en 1746 à Louvain, rue du Poinçon, porte les titres de baron de Carloo (sous Uccle) et de Meldert et de comte titulaire de Duras. Comte de son nom en 1769. Tout comme son lointain cousin Henri van der Noot, il joua un rôle important dans la révolution brabançonne. Il devint président du Congrès des États belgiques unis. Il avait épousé Florence de Ruysschen, comtesse d'Elissem. Ils eurent une fille unique la comtesse Josèphe-Louise van der Noot de Duras (1783-1863) qui hérita du château de Duras et épousa le prince Louis-Lamoral de Ligne, fils du prince Charles-Joseph de Ligne, le spirituel écrivain, membre également de la loge "la Parfaite Rencontre". En 1814, elle se remarie en secondes noces au comte Charles d'Oultremont. C'est Jean van der Noot qui fit construire l'élégant château de Duras, près de Saint-Trond, par l'architecte Ghislain-Joseph Henry, membre également de la loge l'Heureuse Rencontre[32].
- Noot (van der), Henri-Charles-Nicolas, admis en 1757 au lignage SWEERTS, fut inscrit à la loge "Les Vrais amis de l'Union[33]" le 24 janvier 1790. Il s'agit du fameux chef de la révolution brabançonne. Un des fondateurs de la société secrète "Pro aris et focis".

#### O
- Offhuys, Hubert, avocat au Conseil souverain, (divers tableaux) (liste adressée à Joseph II le 6 mai 1786) (les Vrais Amis de l’Union, no 14)
- Oppalfens, (Jacques) maître orfèvre ; (« La Constance », ou « la Constance de l’Union », no 15, liste de Cordier). Jacques Oppalfens naquit à Bruxelles le 10 décembre 1747 et mourut dans sa ville natale le 3 avril 1839. Il était le fils de François Oppalfens et de Marie Louise van de Water. Jacques Oppalfens était déjà maître orfèvre sous l’Ancien Régime avant 1784 (liste de 1784) et figurait aussi sur la liste du 7 floréal de l’an VI, établie par les orfèvres. il avait une patente d’orfèvre à la rue du Marché au Beurre, sect. 8, 53, de 1798 à 1804. Il ne se trouve toutefois pas dans les registres d’inscription, ni sur les plaques d’insculpation. En 1812 il était déjà indiqué comme rentier dans les registres de la population à la section 4, 333 (changé en 4, 320 en 1818), mais en 1822, l’almanach mentionne encore un Opalphens, orfèvre, sect. 4, 320.
- Ost, négociant. (tableau de 1786) (l’Heureuse Rencontre, seconde loge de Bruxelles, no 8)
- Ottignies (le vicomte d’), (tableau de 1783) (tableau de 1786) (l’Union, troisième loge de Bruxelles, no 9)
- Otz, négociant. (tableau de 1777) (la Parfaite Amitié, première loge de Bruxelles, no 7)
- Oudenaerde (le comte d’), chambellan.(membre agrégé) (tableau de 1777) (l’Heureuse Rencontre, seconde loge de Bruxelles, no 8)
- Oultremont (le comte d’), absent en 1786. (tableau de 1786) (l’Heureuse Rencontre, seconde loge de Bruxelles, no 8)
- Oultremont de Wégimont (le comte). (tableau de 1777) (l’Heureuse Rencontre, seconde loge de Bruxelles, no 8)
- Overloppe (van), official au bureau général de la régie ; (« La Constance », ou « la Constance de l’Union », no 15, liste de Cordier)
- Overman, négociant ; (« La Constance », ou « la Constance de l’Union », no 15, liste de Cordier)
- Overstraeten (van), notaire.(tableau de 1786) (l’Heureuse Rencontre, seconde loge de Bruxelles, no 8)

#### P
- Pape de Warbeke (P. de). (tableau de 1773) (l’Union, troisième loge de Bruxelles, no 9). LIGNAGE
- Pape Weijneghem (de), (tableau de 1786) (l’Union, troisième loge de Bruxelles, no 9). Lignage
- Parys (van), « Maître d’Hôtel de la loge », officier des États de Brabant. (tableau de 1783) (les Vrais Amis de l’Union, no 14)
- Parys, (liste adressée à Joseph II le 6 mai 1786) (les Vrais Amis de l’Union, no 14)
- Passenaud, Pierre, Paul, Serge (1740-1808), Vénérable Maître, négociant chapelier d'origine française établi à Bruxelles, (tableau de 1783) (liste adressée à Joseph II le 6 mai 1786) (les Vrais Amis de l’Union, no 14). Né à Narbonne le 8 décembre 1740. Initié à Toulouse en 1770, élevé au grade de Rose-Croix par le Souverain Chapitre Saint-Joseph des Arts à Toulouse le 7 septembre 1776[34]. Il créa à Bruxelles le 29 avril 1782 ladite loge "Les Vrais Amis de l'Union", dont il dirigea les travaux de 1782 à 1786 et de 1791 à 1793. Il fut également le premier Vénérable de la loge « Les Amis Philanthropes » de 1797 à 1800. Il insuffla à ce nouvel atelier une énergie telle qu'en moins de huit mois il passa de 17 à 142 membres. La loge les Amis Philanthropes conserve toujours son portrait réalisé en 1804, par le peintre François-Joseph Pfeiffer (1778-1835).
- Pech, (de), (liste de Cordier) (l’Union, troisième loge de Bruxelles, no 9)
- Pêste (Albert de), demeurant à Bruxelles, frère terrible, sous-lieutenant, 1783,(L'union indissoluble, Orient militaire du frère Murray, tableau no 13, à Namur, Bruxelles et "çà et là" "ibi ubi")
- Pêste (Jacques de), demeurant à Bruxelles, frère terrible, sous-lieutenant, 1783,(L'union indissoluble, Orient militaire du frère Murray, tableau no 13, à Namur, Bruxelles et "çà et là" "ibi ubi")
- Pestre (Joseph de), comte de Seneffe et de Turnhout[35]. (tableau de 1777) (tableau de 1786) (l’Heureuse Rencontre, seconde loge de Bruxelles, tableau général des Loges des Pays-Bas no 8). Né à Bruxelles en 1757, Joseph Depestre[36] n'avait que seize ans quand il perdit son père, mais, en tant qu'aîné de sept enfants, c'est à lui que revient non seulement le titre de comte de Seneffe et de Turnhout mais aussi la demeure familiale. Joseph Depestre reçu toute son éducation en France et passa dès 1786 le plus clair de son temps à Paris où il menait grand train. Il s'intéressait à la littérature, la physique et la mécanique, la musique mais aussi la peinture dont il rassembla une collection exceptionnelle qui sera confisqué par l'État français après la Révolution. Il continua avec faste la décoration du château de Seneffe. C'est lui qui dessina la magnifique orangerie du château de Seneffe. À Paris, Joseph Depestre était devenu un des plus importants spéculateurs en Bourse, banquier du Trésor et financier. La Révolution le mit dans une situation financière périlleuse et il fut contraint de fuir Paris; il trouva refuge d'abord en Suisse et en Italie ensuite, dès 1791, où il s'établit à Florence jusqu'en 1796. Rentré à Paris vers 1802 il y mourut en 1823 après avoir récupéré une partie de sa fortune.
- Pont Leyniers (de), (liste adressée à Joseph II le 6 mai 1786) (les Vrais Amis de l’Union, no 14)
- Preud’homme d’Ailly (le marquis de), chambellan. (tableau de 1777) (tableau de 1786) (l’Heureuse Rencontre, seconde loge de Bruxelles, no 8)
- Prévinaire, P. B., médecin, (divers tableaux) (liste adressée à Joseph II le 6 mai 1786) (les Vrais Amis de l’Union, no 14)
- Prins, musicien de la Chapelle Royale ; (« La Constance », ou « la Constance de l’Union », no 15)
- Prins, frère du précédent, musicien de la Chapelle Royale ; (« La Constance », ou « la Constance de l’Union », no 15)
- Proest (de), (liste adressée à Joseph II le 6 mai 1786) (les Vrais Amis de l’Union, no 14)
- Proost, rentier, (tableau de 1783) (les Vrais Amis de l’Union, no 14)

#### Q
- Quirini, avocat au Conseil de Brabant, (tableau de 1783) (liste adressée à Joseph II le 6 mai 1786) (les Vrais Amis de l’Union, no 14)

#### R
- Raeymaeckers, (Raymaeckers), avocat, (tableau de 1783) (tableau de 1786) (l’Union, troisième loge de Bruxelles, no 9)
- Rapedius de Berg (Ferdinand), le Conseiller. (tableau de 1777) (l’Union, troisième loge de Bruxelles, no 9).
- Rent, (de), cenier. (tableau de 1786) (l’Heureuse Rencontre, seconde loge de Bruxelles, no 8)
- Reul (de), (liste de Cordier) (l’Union, troisième loge de Bruxelles, no 9)
- Reul, (de), écuyer, secrétaire. (tableau de 1777) (l’Heureuse Rencontre, seconde loge de Bruxelles, no 8)
- Rivière (François), né à Mons en 1734, écuyer du marquis de Chasteler ; (Les vrais amis de la Justice)
- Ro, (de), employé aux États de Brabant. (tableau de 1786) (l’Heureuse Rencontre, seconde loge de Bruxelles, no 8)
- Roest d’Alkemade (de), (tableau de 1786) (l’Union, troisième loge de Bruxelles, no 9)
- Roland, Antoine Joseph, négociant, (divers tableaux) (liste adressée à Joseph II le 6 mai 1786) (les Vrais Amis de l’Union, no 14)
- Roos (Antoine), demeurant à Bruxelles, munitionnaire d'artillerie, (tableau de 1786) (loge "Les Trois Niveaux" à Ostende)
- Roover (de), maître en pharmacie, Official de S. M., Maître des Cérémonies, (tableau de 1783) (les Vrais Amis de l’Union, no 14)
- Rosse (van), Jacques, (divers tableaux) (liste adressée à Joseph II le 6 mai 1786) (les Vrais Amis de l’Union, no 14)
- Royon, gradué. (tableau de 1783) (les Vrais Amis de l’Union, no 14)
- Rutant (le comte de). (tableau de 1786) (l’Heureuse Rencontre, seconde loge de Bruxelles, no 8)

#### S
- Sacassain. (tableau de 1786) (l’Heureuse Rencontre, seconde loge de Bruxelles, no 8)
- Saint-Remy (le comte de). (Tableau de 1777  et tableau de 1786 : l’Union, troisième loge de Bruxelles, no 9).
- Salle (de La), président à mortier, du Parlement de Metz. (tableau de 1783 : l’Union, troisième loge de Bruxelles, no 9)
- Santberg, gentilhomme, (tableau de 1783 : l’Union, troisième loge de Bruxelles, no 9)
- Schavey, garde noble ; (« La Constance », ou « la Constance de l’Union », no 15, liste de Cordier)
- Schelle, (van) licencié es-lois. conseiller pensionnaire de la ville de Bruxelles. (tableau de 1777) (tableau de 1786 : l’Heureuse Rencontre, seconde loge de Bruxelles, no 8)
- Schepper, (de), (tableau de 1783 / l’Union, troisième loge de Bruxelles, no 9)
- Scheppere (de), official à la Chambre des Comptes, (tableau de 1786) (l’Union, troisième loge de Bruxelles, no 9)
- Scheppers, (tableau de 1777) (l’Union, troisième loge de Bruxelles, no 9).
- Schlim, (« La Constance », ou « la Constance de l’Union », no 15, liste de Cordier)
- Schmitz, Michel négociant. (La Parfaite Amitié, première loge de Bruxelles, no 7, membre externe)
- Schoor (van), banquier. (tableau de 1777 et tableau de 1783 : l’Union, troisième loge de Bruxelles, no 9).
- Schoor (van), négociant, (tableau de 1786) (l’Union, troisième loge de Bruxelles, no 9)
- Schorel (Pierre François van), de Wilrijk. (La Parfaite Amitié, première loge de Bruxelles, no 7, membre externe.)
- Schueren (van der), Isaac J. J. avocat. (tableau de 1772) (la Parfaite Amitié, première loge de Bruxelles, no 7)
- Seckendorf (le baron de),(tableau de 1786 : l’Heureuse Rencontre, seconde loge de Bruxelles, no 8.)
- Sengel, premier huissier de la Cour de LL. AA. RR. (tableau de 1783) (liste adressée à Joseph II le 6 mai 1786) (les Vrais Amis de l’Union, no 14)
- Simon, fils, négociant, (tableau de 1786) (l’Union, troisième loge de Bruxelles, no 9)
- Simon, père, négociant (tableau de 1786) (l’Union, troisième loge de Bruxelles, no 9)
- Sironval (T. P. ), négociant, initié en 1769. (tableau de 1773) (tableau de 1786) (l’Union, troisième loge de Bruxelles, no 9)
- Soria (P.-J. de[37]), official à la Chambre des comptes, (« La Constance », ou « la Constance de l’Union », no 15). Employé à la Chambre des Comptes à Bruxelles, il avait quitté Bruxelles avec tout le personnel de la dite Chambre lors de l'invasion de la Belgique. Il déclarait qu'il avait fait partie de cette institution depuis l'an 1773 et que, depuis domicilié à Linz, il refusait la nationalité française et ne possédait aucun bien en France
- Sousberg (de), baron de Lombeeck, (tableau de 1786) (l’Union, troisième loge de Bruxelles, no 9)
- Spontin (le marquis de). (tableau de 1777) (l’Heureuse Rencontre, seconde loge de Bruxelles, no 8)
- Staes, artiste. (tableau de 1786) (l’Heureuse Rencontre, seconde loge de Bruxelles, no 8)
- Steen (van der), horloger de la Cour ; (« La Constance », ou « la Constance de l’Union », no 15, liste de Cordier)
- Stegen (Charles Joseph van der), étudiant ès arts à Louvain ; (divers tableaux) (liste adressée à Joseph II le 6 mai 1786) (les Vrais Amis de l’Union, no 14)
- Straetmans, chapelier, Frère Servant. (tableau de 1783) (les Vrais Amis de l’Union, no 14)
- Stuttberge, négociant ; (« La Constance », ou « la Constance de l’Union », no 15, liste de Cordier)
- Swert (l’avocat de), initié en 1762. (tableau de 1773) (l’Union, troisième loge de Bruxelles, no 9)
- Swieten (Gisbert, baron van), (tableau de 1773) (l’Union, troisième loge de Bruxelles, no 9).

#### T
- t’Kint, (le chevalier Jacques), négociant en vins, initié en 1760. (tableau de 1773) (l’Union, troisième loge de Bruxelles, no 9). LIGNAGE : admis le 13 juin 1769 au lignage Roodenbeke. Il s'identifie comme étant Jacques t'Kint qui avec son frère aîné Josse-Laurent t'Kint fut anobli par l'impératrice Marie-Thérèse d'Autriche par lettres données à Vienne le 23 janvier 1754. Il naquit le 19 mai 1732 et mourut à Bruxelles en son domicile de la rue Neuve le 24 octobre 1810. Il avait épousé le 6 novembre 1771 Anne-Marie Mosselman, née le 7 octobre 1749. Il fut propriétaire du château de Walfergem à Asse (Brabant). Il avait continué l'important négoce en vins de son grand-père Laurent de Hulstere. L'inventaire de ses biens indique qu'il avait une riche bibliothèque, et parmi les ouvrages de philosophie figure: "Secret des franc-maçons"[38]. Comme nous l'apprend Paul Duchaine[16], « En 1774, le seul Chapitre de Rose-Croix de Bruxelles était celui de l'Union. Il était composé de membres appartenant aux divers ateliers de la ville. Son chef était Pierre Élie, son premier surveillant, Jacques t'Kint. Les tracés de ce Chapitre qualifient parfois ses membres de Rose-Croix d'Hérédom. »
- T’Kint, chevalier ; (« La Constance », ou « la Constance de l’Union », no 15, liste de Cordier). LIGNAGE: Roodenbeke.
- T'Kint (Louis), négociant, tableau de 1770, (La Constante Union à l'Orient de Gand, loge no 2).
- Thysebaert (le chevalier de), initié à Alost en 1771, maître des Cérémonies, (membre honoraire) (tableau de 1773) (tableau de 1777) (l’Heureuse Rencontre, seconde loge de Bruxelles, no 8)
- T'Serclaes (Benjamin chevalier de), demeurant à Bruxelles, capitaine, 1783, (L'union indissoluble, Orient militaire du frère Murray, tableau no 13, à Namur, Bruxelles et "çà et là" "ibi ubi")
- Tiberghien, négociant ; (l’Union Fraternelle, constituée le 12 septembre 1784)
- Turck (Henri Joseph de), official du Mont-de-Piété ; (« La Constance », ou « la Constance de l’Union », no 15). LIGNAGE :..... Selon Claude Bruneel[39]: "Henri Joseph de Turck, né à Bruxelles le 10 février 1729, était conseiller-assesseur au mont-de-piété de Bruxelles depuis 1768 et marchand de dentelles. Il avait épousé à Bruxelles, le 9 novembre 1756, Isabelle Bernardine Grau, enterrée dans la même ville le 21 mai 1769. Il obtient le 11 juillet 1788 reconnaissance de noblesse et l'autorisation de porter les armoiries nobles de la famille. À l'appui de sa demande, il avait fourni des éléments généalogiques. Notamment, il avait souligné le fait qu'il était l'arrière-petit-fils de Pierre de Turck, qualifié d'écuyer dans un acte de relief du 18 décembre 1668. Par ailleurs, feu son frère Joseph Abraham, secrétaire de l'Impératrice, avait obtenu, le 26 décembre 1778, une déclaration de reconnaissance de noblesse délivrée par les hérauts d'armes de Brabant."
- Turck, (A. J. de), avocat au Conseil souverain de Brabant. (tableau de 1772) (la Parfaite Amitié, première loge de Bruxelles, no 7) LIGNAGE :
- Turck, (Pierre Joseph de) official au Conseil des Finances. (la Parfaite Amitié, première loge de Bruxelles, no 7, membre externe). LIGNAGE :... Comme nous l'apprend Claude Bruneel (op. cit.): Pierre Joseph de Turck, baptisé à Bruxelles le 19 mars 1727, fut admis au greffe des Finances en 1769, après avoir travaillé auparavant pour deux agents en Cour. Il avait vainement sollicité l'année précédente la place de greffier de ce conseil. Il s'y occupait plus particulièrement des archives (gages de 600 fl.) à la satisfaction générale. Néanmoins, il ne devait pas être d'un caractère facile. Au lendemain d'une altercation dans un cabaret de la ville, où il a donné un soufflet au chevalier Van de Putte, il s'est vu décrit ainsi dans un rapport à la Secrétairerie d'État et de Guerre: il "passe pour un sujet turbateur et tapageur, en un mot un de ces gens qu'on appelle nuisance en Anglois et même en François". En 1787, il devient contrôleur des taxes puis premier taxateur-adjoint (1.140 fl. de Brabant) pour les affaires de justice au Conseil du gouvernement général, avant de retourner au greffe des Finances lors de la restauration. Il est emprisonné pendant les troubles de la révolution brabançonne. Les États Belgiques Unis le qualifient de "Royaliste insolent". Le 4 floréal de l'an IV (23 avril 1796), il est porté sur la liste des émigrés".

#### U
- Uriot (Joseph), frère visiteur de la loge l'Égalité à l'Orient de Bruxelles (Où plutôt l' Équité?) en 1743, il fut directeur du Théâtre de la Monnaie.
- Ursel (le duc d’), lieutenant colonel au Régiment de Clerfayt. Fut Vénérable. (tableau de 1777) (tableau de 1786) (l’Heureuse Rencontre, seconde loge de Bruxelles, no 8). Wolfgang-Guillaume, troisième duc d'Ursel (1750-1804), devint général major, époux de la princesse Flore d'Arenberg, il joua un rôle important dans les troubles de la révolution brabançonne.

#### V
- Vain, official au Bureau des Postes. (tableau de 1777) (la Parfaite Amitié, première loge de Bruxelles, no 7)
- Valder (de), marchand ; (« La Constance », ou « la Constance de l’Union », no 15, liste de Cordier)
- Valeriola (de), (tableau de 1786) (l’Union, troisième loge de Bruxelles, no 9).
- Valeriola, (de), Charles, avocat au Conseil souverain. (divers tableaux) (liste adressée à Joseph II le 6 mai 1786) (les Vrais Amis de l’Union, no 14). LIGNAGE : Charles Hubert Ghislain de Valeriola, admis en 1785 lignage Sweerts.
- Velde (Joseph Charles Jean-Baptiste Emmanuel Christian van de), conseiller et Maître à la Chambre des Comptes. (tableau de 1783) (tableau de 1786) (l’Union, troisième loge de Bruxelles, no 9). Né à Bruxelles le 8 février 1734, décédé vers 1804. Immatriculé comme noble à l'Université de Louvain en 1754-1755. Le 4 floréal de l'an IV, il est porté avec son épouse sur la liste des émigrés. En juillet 1799, il obtient l'autorisation de transférer son domicile de Prague à Penzing près de Vienne[40]
- Veld (van de), fils, (tableau de 1786) (l’Union, troisième loge de Bruxelles, no 9)
- Verhulst, Pierre Charles Joseph, procureur de la ville, (divers tableaux) (liste adressée à Joseph II le 6 mai 1786) (les Vrais Amis de l’Union, no 14)
- Jean-Baptiste Verlooy[41], révolutionnaire, membre du parti Vonckiste, défenseur dans son livre "Verhandeling op d'onacht der moederlyke tael in de Nederlanden" de l'usage du néerlandais, partisan du régime républicain français et maire de Bruxelles en 1795. Loge non précisée, sans doute "L'Union". Il est un des fondateurs de la société secrète patriotique "Pro aris et focis".
- Verstraeten, négociant ; (« La Constance », ou « la Constance de l’Union », no 15, liste de Cordier)
- Vertegans de Miraumont, capitaine de drossards, Grand prévôt de l’Hôtel, (tableau de 1777) (la Parfaite Amitié, première loge de Bruxelles, no 7) et également inscrit en 1770 à "La Vraie et Parfaite Harmonie", Grande Loge de Mons n°3..
- Vesturne, Louis, maître en pharmacie, (divers tableaux) (liste adressée à Joseph II le 6 mai 1786) (les Vrais Amis de l’Union, no 14)
- Vigneuville (le baron de), demeurant à Bruxelles, lieutenant-colonel au régiment de Theismester, tableau de 1770 ( "La Vraie et Parfaite Harmonie", Grande Loge de Mons, n°3.).

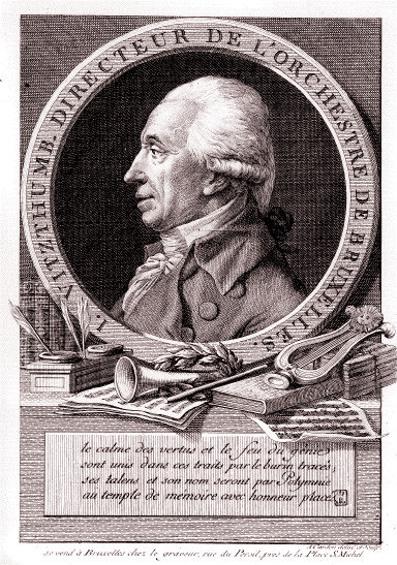
Ignace Vitzthumb, gravure par Cardon l'aîné (vers 1785).

- Visscher des barons de Celles, (C. Ign.de). (tableau de 1772) (la Parfaite Amitié, première loge de Bruxelles, no 7). LIGNAGE
- Visscher des barons de Celles, (Théod. A. de) (tableau de 1772) (la Parfaite Amitié, première loge de Bruxelles, no 7). LIGNAGE.
- Vitzthumb (Ignace) (1720-1816), compositeur, loge de BruxellesBruxelles (PGLONL).
- Vogels, chirurgien de feue Son Altesse Royale, (tableau de 1786) (l’Union, troisième loge de Bruxelles, no 9)
- Vogels, chirurgien. (tableau de 1777) (l’Union, troisième loge de Bruxelles, no 9).
- Volden de Sanberg (A. van), (tableau de 1773) (l’Union, troisième loge de Bruxelles, no 9). LIGNAGE : Joseph Marie Hyacinthe Ghislain admis en 1782 au lignage Serhuyghs.
- Volxem (Jean-Baptiste van), avocat. (tableau de 1786) (l’Heureuse Rencontre, seconde loge de Bruxelles, no 8)
- Vos (de), (tableau de 1786) (l’Union, troisième loge de Bruxelles, no 9)
- Vos, (de), G., initié en 1756 (fut longtemps secrétaire du chapitre de l’Union) (tableau de 1773) (l’Union, troisième loge de Bruxelles, no 9)
- Vraylinck, commissaire principal des Postes et Conseiller de S. A. le prince de la Tour et Taxis. (tableau de 1772) (la Parfaite Amitié, première loge de Bruxelles, no 7, membre externe)
- Vroye (le Révérend Père de), supérieur des Alexiens à Bruxelles, membre de la loge des Frères Réunis à l'O. de Tournai.

### Ouvrages anciens imprimés

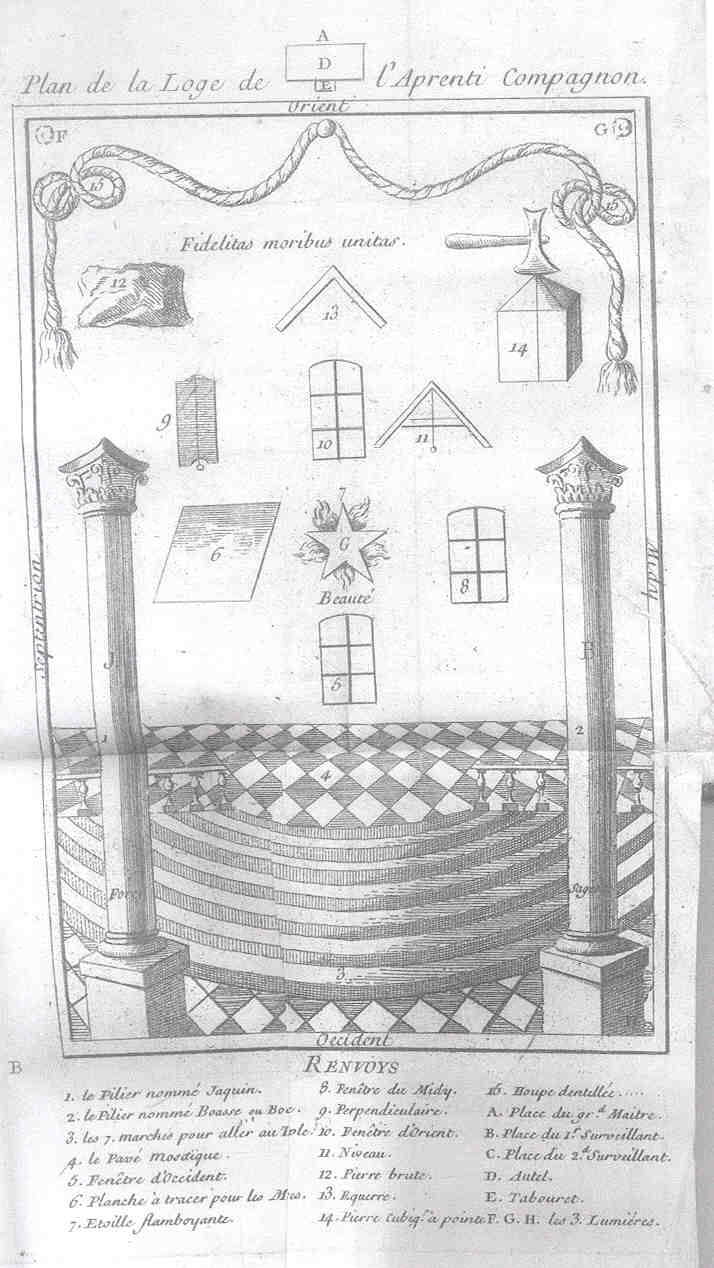
Loge d'apprenti, 1745

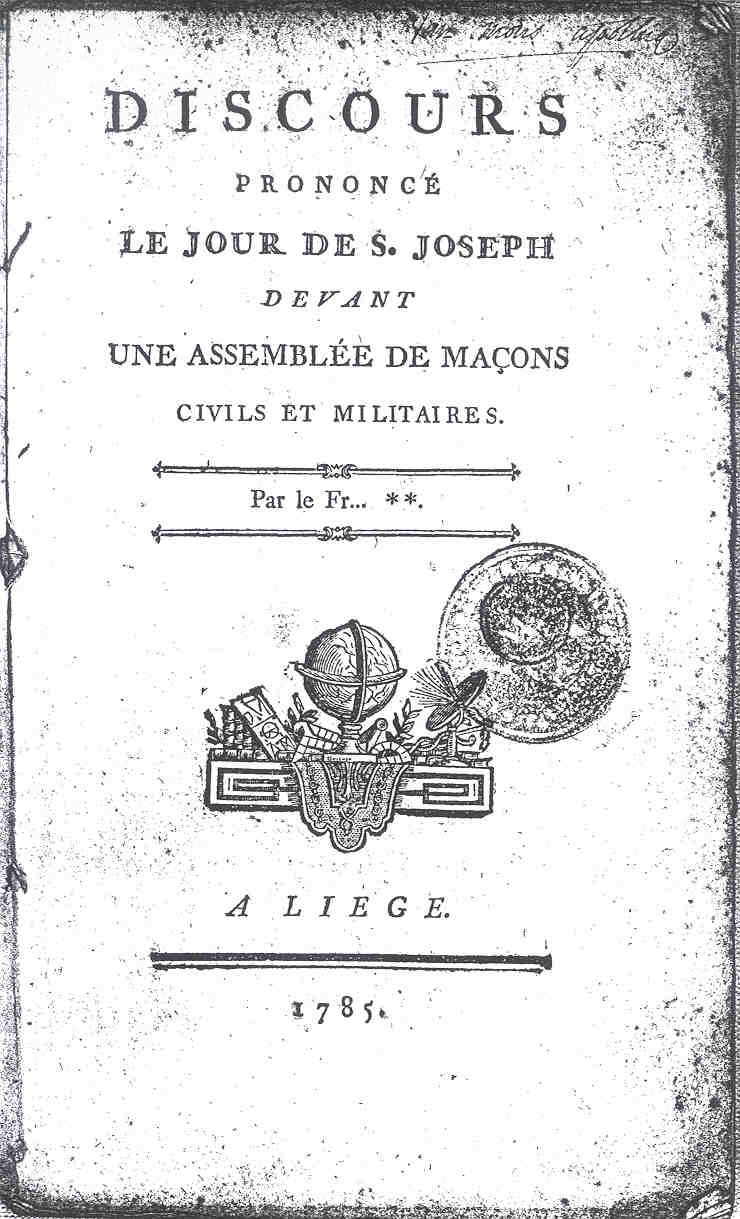
Discours prononcé le jour de S. Joseph devant une assemblée de maçons, Liège, 1785, exemplaire revêtu de la signature du savant bruxellois Jean-Baptiste Van Mons.

#### W
- Waghemans (Jean-Baptiste), (Waegemans, ou Wagheman), peintre, membre à talent (1777), peintre. (tableau de 1777 et tableau de 1786 : l’Heureuse Rencontre, seconde loge de Bruxelles, no 8). Il fut membre fondateur de la Société de peinture, sculpture et architecture de Bruxelles.
- Wahes. (tableau de 1777 : l’Heureuse Rencontre, seconde loge de Bruxelles, no 8)
- Walckiers, seigneur de Gammarage (Paul de), trésorier, (tableau de 1777 et tableau de 1786 : l’Heureuse Rencontre, seconde loge de Bruxelles, no 8).p. 562.
- Wauthier (Charles), demeurant à Bruxelles, enseigne, 1783,(L'union indissoluble, Orient militaire du frère Murray, tableau no 13, à Namur, Bruxelles et "çà et là" "ibi ubi")
- Webb (le chevalier de), absent en 1786. (tableau de 1777 et tableau de 1786 : l’Heureuse Rencontre, seconde loge de Bruxelles, no 8)
- Wel (van), notaire, (tableau de 1786 : l’Union, troisième loge de Bruxelles, no 9)
- Wemmel (le marquis de) , (tableau de 1786 : l’Heureuse Rencontre, seconde loge de Bruxelles, no 8)
- Wes(e)mael, Weemaels, négociant, (tableau de 1783 et tableau de 1786 : l’Union, troisième loge de Bruxelles, no 9). Un des fondateurs de la société secrète patriotique "Pro aris et focis".
- Wetter (van de). (tableau de 1777 : l’Union, troisième loge de Bruxelles, no 9).
- Wetter (van), receveur de la ville de Bruxelles (tableau de 1786 : l’Union, troisième loge de Bruxelles, no 9)
- Wetter, (tableau de 1777 : l’Union, troisième loge de Bruxelles, no 9).
- Wieland, (liste adressée à Joseph II le 6 mai 1786 : les Vrais Amis de l’Union, no 14)
- Winant-Parmentier, perruquier, frère servant. (tableau de 1772 : la Parfaite Amitié, première loge de Bruxelles, no 7, membre externe).
- Wincqz[42], Jean François, architecte de la Cour de Charles de Lorraine, garde noble de S. M. (divers tableaux : les Vrais Amis de l’Union, no 14).

#### Y
- Ypen (van), ainé, écuyer, Second Surveillant. (tableau de 1783) (liste adressée à Joseph II le 6 mai 1786) (les Vrais Amis de l’Union, no 14)
- Ypen (van), écuyer. (tableau de 1783) (les Vrais Amis de l’Union, no 14)
- Ypen, (van) cadet, écuyer. Premier Surveillant, (tableau de 1783) (liste adressée à Joseph II le 6 mai 1786) (les Vrais Amis de l’Union, no 14)
- Yvene, Alexandre Charles négociant. (tableau de 1772) (la Parfaite Amitié, première loge de Bruxelles, no 7, membre externe)

#### Z
- le comte de Zannowich. Il s'agit de Stefano Zannowich[43], prétendu prince d'Albanie, né le 18 février 1756 à Budva, décédé le 26 mai 1786 à Amsterdam, dit aussi Zanovich Babbindon, aventurier et écrivain, auteur des Lettres turques. Il est cité par Casanova dans ses Mémoires. (Tableau de 1783) (l’Union, troisième loge de Bruxelles, no 9).

## Francs-maçons bruxellois faisant partie desLignages de Bruxelles
À la fin de l'Ancien Régime, de nombreux membres des Lignages de Bruxelles, adhérèrent à la Franc-maçonnerie, ils faisaient principalement partie de la loge "L'Heureuse Rencontre" à laquelle appartenaient de hautes personnalités de l'Ancien Régime comme le prince de Ligne.
Après la tourmente révolutionnaire, l'on verra à la tête de la Ville de Bruxelles de nombreux édiles comme Van Volxem qui avaient fait partie de cette loge "l'Heureuse Rencontre", où ils avaient côtoyé, outre de hautes personnalités de l'Ancien Régime, les derniers membres des Lignages de Bruxelles, faisant ainsi un pont et une continuité entre l'ancien et le nouveau Bruxelles.
- Aerts d’Immerseel J. H., trésorier de Consignation. (la Parfaite Amitié, première loge de Bruxelles, no 7, membre externe). Lignage : Jacques-Henri Aerts, admis en 1772, au lignage Serhuyghs.
- Antwerpen (P. van), initié en 1769. (tableau de 1773) (l’Union, troisième loge de Bruxelles, no 9. Lignage : un Jean-Baptiste van Antwerpen est admis en 1770 au lignage Sweerts.
- Beughem (J. Hyacinthe de), vicomte de Beughem. (tableau de 1777) (l’Union, troisième loge de Bruxelles, no 9). LIGNAGE : plusieurs Hyacinthe admis au lignage Serhuyghs, à préciser
- Camusel de Rieput, A. lieutenant-major des Gardes Bourgeoises. (tableau de 1772) (la Parfaite Amitié, première loge de Bruxelles, no 7). LIGNAGE : admis au lignage de Caudenbergh en 1763.
- Charlier d’Odomont. (tableau de 1777) (tableau de 1786) (l’Union, troisième loge de Bruxelles, no 9). LIGNAGES : divers Charlier au Roodenbeke et au Caudenberghe.
- Chasteler (le marquis du), fut Vénérable. chambellan de LL. MM. I. et R., lieutenant de sa garde noble. (tableau de 1777) (tableau de 1786) (l’Heureuse Rencontre, seconde loge de Bruxelles, no 8). LIGNAGE : Gabriel Joseph marquis du Chasteleer admis en 1778 au lignage Serhuyghs.
- Chentinnes (de), officier à la Chambre des comptes de S. M. (tableau de 1783) (liste adressée à Joseph II le 6 mai 1786) (les Vrais Amis de l’Union, no 14). LIGNAGE : François Louis Chrétien Ghislain de Chentinnes, admis en 1763 au Caudenbergh.
- Cupis de Camargo, E. H. avocat, échevin de la Chambre de Commerce. (tableau de 1772) (la Parfaite Amitié, première loge de Bruxelles, no 7). LIGNAGE : Englebert François Joseph, admis en 1768 au lignage Serroelofs
- Fourneau (de), comte de Cruquenbourg, chambellan de Sa Majesté, (tableau de 1786) (l’Union, troisième loge de Bruxelles, no 9). LIGNAGE : au XVIe siècle
- Huys d’Hattain, P. J. gentilhomme. (tableau de 1772) (la Parfaite Amitié, première loge de Bruxelles, no 7, première loge de Bruxelles, no 7). LIGNAGE : plusieurs Huys de Thy identité à vérifier
- Huys de Bois Saint-Jean, J. J. avocat. (tableau de 1772) (la Parfaite Amitié, première loge de Bruxelles, no 7 LIGNAGE : Jean-Joseph, seigneur de Bois-St.-Jean, admis en 1767 au lignage Sweerts.
- Huysman, F. F. S., écuyer. (tableau de 1773) (l’Union, troisième loge de Bruxelles, no 9). LIGNAGE :?
- Huysmans de Belle, gentilhomme, (tableau de 1783) (tableau de 1786) (l’Union, troisième loge de Bruxelles, no 9)LIGNAGE : Georges Jérôme Sébastien Ghislain Huysman, seigneur de Belle admis en 1765 au lignage Sweerts.
- Landre, (F. de) écuyer, licencié es-lois, économe. (tableau de 1773) (tableau de 1777) (l’Heureuse Rencontre, seconde loge de Bruxelles, no 8). LIGNAGE : Pierre Alexandre François de Landre, admis en 1774 au lignage Steenweeghs.
- Liagre (de), Greffier de la Vicomté de Bruxelles, (tableau de 1786) (l’Union, troisième loge de Bruxelles, no 9). LIGNAGE : Charles Joseph 1777 et Joseph François en 1779 admis au Serhuyghs.
- Man d’Hobruge (de), (tableau de 1777) (tableau de 1786) (l’Union, troisième loge de Bruxelles, no 9). LIGNAGE : Jean Léopold Joseph de Man, seigneur d’Hobruge, admis en 1765 au Lignage de Caudenbergh.
- Man de Termeeren (de), (tableau de 1777) (tableau de 1786) (l’Union, troisième loge de Bruxelles, no 9). LIGNAGE : Guillaume Joseph Xavier de Man, seigneur de Termeeren, admis en 1765 au lignage Caudenbergh.
- Mosselman, bourgeois (autre tableau, l’Union Fraternelle, constituée le 12 septembre 1784). LIGNAGE : Stéphane admis en 1781 lignage de Roodenbeke.
- Noot (van der), comte de Duras, chambellan, maréchal héréditaire du pays de Liège.(tableau de 1777) (tableau de 1786) (l’Heureuse Rencontre, seconde loge de Bruxelles, no 8). LIGNAGE : Jean Joseph Philippe van der Noot, comte de Duras, seigneur de Carloo, admis en 1787 au lignage Serroelofs.
- Pape de Warbeke (P. de). (tableau de 1773) (l’Union, troisième loge de Bruxelles, no 9). LIGNAGE: ?
- Pape Weijneghem (de), (tableau de 1786) (l’Union, troisième loge de Bruxelles, no 9). Lignage: ?
- t’Kint, (le chevalier Jacques), initié en 1760. (tableau de 1773) (l’Union, troisième loge de Bruxelles, no 9). Admis le 13 juin 1769 au lignage Roodenbeke
- T’Kint, chevalier ; (« La Constance », ou « la Constance de l’Union », no 15, liste de Cordier). Admis le 13 juin 1769 au lignage Roodenbeke
- Turck, (Pierre Joseph de) official au Conseil des Finances. (la Parfaite Amitié, première loge de Bruxelles, no 7, membre externe). LIGNAGE: à préciser.
- Valeriola, (de), Charles, avocat au Conseil souverain. (divers tableaux) (liste adressée à Joseph II le 6 mai 1786) (les Vrais Amis de l’Union, no 14). LIGNAGE : Charles Hubert Ghislain de Valeriola, admis en 1785 lignage Sweerts.
- Volden de Sanberg (A. van). (tableau de 1773) (l’Union, troisième loge de Bruxelles, no 9). LIGNAGE : Joseph Marie Hyacinthe Ghislain admis en 1782 au lignage Serhuyghs.